# Caroline Wozniacki
Caroline Wozniacki (danés: [kʰɑːoliːnə ʋʌsniˈɑɡ̊i], polaco: /vɔʑˈɲat͡skʲi/ Odense, 11 de julio de 1990) es una jugadora de tenis profesional danesa, ex número uno del mundo en el ranking de la WTA. Campeona del Abierto de Australia 2018 tras derrotar a la entonces N.º. 1 del mundo Simona Halep. Luego de este torneo recupera el número 1. Fue finalista del Abierto de los Estados Unidos en dos ocasiones; en 2009 fue derrotada por la belga Kim Clijsters y en 2014 por la estadounidense Serena Williams. En 2017 alcanzó el torneo de fin de año WTA Finals venciendo en la final a Venus Williams (esta fue su segunda definición, habiendo perdido previamente ante Clijsters en 2010). Ha sido ganadora de 30 títulos, entre ellos también destacan los prestigiosos torneos de Indian Wells, Montreal, Dubái, Pekín y Tokio. En diciembre de 2019 anunció que se retiraría del tenis profesional en 2020 después de competir en Melbourne.
El 29 de junio de 2023, en sus redes sociales, manifestó su vuelta al tenis profesional, deseando demostrar a sus hijos que puede volver a estar en forma activa en su disciplina, por el que hará su regreso en el Masters de Canadá, de cara al Abierto de Estados Unidos 2023.

## Biografía
Caroline es hija de padres polacos, habla danés, polaco, inglés y ruso. Su padre es Piotr y su madre Anna. Piotr Wozniacki es su entrenador. Es de una familia muy orientada a los deportes. Su madre perteneció al equipo nacional polaco de voleibol y su padre jugó en los equipos de fútbol polacos Miedź Legnica y Zagłębie Lubin, en el Mannheim alemán, y en el club danés Boldklubben 1909. Tiene un hermano, Patrik, que es futbolista profesional en Dinamarca. A los 28 años, en 2018, al sufrir un inhabitual cansancio antes de Wimbledon, la tenista fue diagnosticada con poliartritis reumatoide, una enfermedad inflamatoria incurable que ataca las articulaciones y provoca su paulatina destrucción; es una enfermedad que no suele atacar durante la juventud, pero a causa de ella su carrera profesional cuenta con un límite marcado por la enfermedad.
La tenista fijó su residencia en Montecarlo (Mónaco), en un complejo habitacional donde también reside el serbio Novak Djokovic. También es dueña de un par de apartamentos de 2 habitaciones valorados en 9 millones de dólares en un edificio donde antes fue la sede de Tiffany & Co., en Nueva York. Cuenta además con piscina, sauna, gimnasio, salón para yoga, sala de boxeo, pero no cancha de tenis.
Cuando se le preguntó sobre sus aficiones, dijo en una entrevista a Teen Vogue: "Me gustan el balonmano, el fútbol, la natación, tocar el piano y toda clase de cosas diferentes". Wozniacki es fan del equipo de fútbol inglés Liverpool F.C.. Su mejor amiga en el tenis es la danesa Malou Ejdesgaard, compañera de dobles en algunos torneos. Ellas podrían participar en dobles en las Olimpiadas del 2016.
En una entrevista durante el Abierto de Estados Unidos 2010 la danesa se declaró amante del boxeo y la moda. “Es una forma diferente que tengo para entrenar. Es divertido”, afirmó la jugadora que ha implementado el boxeo en su preparación para el tenis. “Quería probar algo diferente, algo que no fuese lo usual”, declaró.
Durante el Abierto de Australia 2011 durante una rueda de prensa la tenista mencionó haber tenido un incidente con un canguro, pero en realidad era una historia ficticia, incluso después de su victoria de cuartos de final bromeó llevando un canguro inflable a la rueda de prensa.
Caroline Wozniacki reconoce, en una entrevista de Jesús Mínguez en el diario AS en febrero de 2011, que siente admiración por Nadal y reconoce que inspira a cualquiera que sujeta una raqueta. "Lo que ha conseguido en tan poco tiempo es de locos. Rafa es una inspiración para cualquiera que recoge una raqueta". La número uno del mundo habló maravillas de Serena Williams de la que dijo "es una leyenda y probablemente la mejor jugadora a la que me he enfrentado. El tenis debe estarle agradecido". También admira a las tenistas Martina Hingis y Steffi Graf.
Durante otra entrevista la danesa confesó a la prensa española que hubiera preferido ser futbolista profesional, al igual que su padre y su hermano, sin embargo, eligió jugar tenis porque este deporte ofrece más oportunidades a las mujeres.
El 20 de diciembre de 2010 Caroline firma un contrato por tres años para ser la vocera de la aerolínea turca Turkish Airlines. Además de eso tiene contratos de publicidad con Sony Ericsson, ya que promociona el Xperia X10 Mini Pro, con la marca de cepillos dentales e higiene bucal Oral-B, con la marca de relojes suizos Rolex, es la imagen de Proactiv, dedicada al tratamiento facial contra el acné, embajadora de los almacenes emiratíes Dubai Duty Free, además de tener como auspiciantes a algunas empresas danesas.
En abril de 2011 la empresa de cosméticos Oriflame firmó contrato con la tenista danesa para que sea imagen de su línea de cosméticos, productos nutricionales y joyería. Caroline aparecerá en campañas de publicidad y catálogos de Oriflame. Posteriormente su sitio web oficial de la tenista anunció su nueva alianza con Compeed, que es un producto destinado al tratamiento de ampollas.
La tenista recientemente admitió que rechazó una oferta de posar para la revista Playboy. "Yo no voy a quitarme la ropa", declaró Wozniacki después de haber recibido varias propuestas de otras revistas para hombres como Maxim y FHM. No obstante, sí ha posado desnuda o en ‘topless’ para otras publicaciones, apareciendo ya tres veces en el ‘Swimsuit Edition’ de Sports Illustrated.
La revista Forbes en 2011 nombró a Caroline como la segunda atleta mejor pagada con unos ingresos de alrededor de US$12.500.000.

## Vida personal
El 16 de junio de 2019 Wozniacki contrajo matrimonio con el exjugador de baloncesto de la NBA estadounidense David Lee en una boda celebrada en Italia. En febrero de 2021 anunció que estaba esperando su primer hijo.
El 13 de junio de 2021 Wozniacki y Lee dieron la bienvenida a su hija Olivia. El 19 de junio de 2022 anunció en sus redes sociales que estaba esperando su segundo hijo, dieron la bienvenida a su segundo hijo, un varón llamado James Lee-Wozniacki el 24 de octubre del 2022, confirmado en sus redes sociales, el 6 de abril de 2025, a través de su cuenta de Instagram, anunció que está esperando a su tercer hijo, su hijo llamado Max Wozniacki-Lee, nació el 26 de julio de 2025, momento compartido en sus redes sociales de X, e Instagram.

## Carrera
Tras perder diferentes torneos en categoría júnior, incluido Wimbledon y el Torneo Orange Bowl de tenis. Wozniacki hace su debut profesional en el circuito Sony Ericsson WTA el 19 de julio de 2005 en Cincinnati, Ohio, Estados Unidos, disputando el Western & Southern Financial Group Women's Open donde perdió en primera ronda frente a la que posteriormente ganó el torneo, la suiza Patty Schnyder por 6-3 6-0.

### 2006
Comenzó su temporada llegando por primera vez a cuartos de final de un torneo, en Memphis, como WC, derrotada por la eventual campeona, Sofia Arvidsson.

Wozniacki durante final júnior de Wimbledon

También logró los cuartos de final en el torneo de Estocolmo, como WC, siendo derrotada por la eventual campeona, Jie Zheng.
Tuvo su debut en el cuadro principal de dos torneos en Seúl (como clasificada; perdió ante Martina Hingis) y en Tokio (como WC perdió con la eventual campeona Aiko Nakamura)
Su última parte de la temporada se resaltó por llegar a su primera final en dobles, con Victoria Azarenka, y ganando su primer título ITF en Estambul.

### 2007
Estando por primera vez entre las 100 mejores del mundo, alcanzó su primera semifinal en un torneo de WTA en Tokio, perdiendo ante Venus Williams; cuartos de final en el Torneo de Fes, perdiendo ante Ioana Raluca Olaru y a los cuartos de final en el Torneo de Estocolmo, perdiendo ante la que sería la campeón del certamen, Agnieszka Radwanska.
Hizo su debut en el cuadro principal de tres Grand Slam: En Roland Garros, como jugadora proveniente de la fase de clasificación, perdió en primera ronda ante Nathalie Dechy en 3R; en Wimbledon alcanzó la segunda ronda, como WC, perdiendo ante Mara Santangelo y en el US Open perdiendo ante Alize Cornet en segunda ronda.
Para culminar la temporada ganó dos títulos ITF en Ortisei y en Las Vegas.

### 2008

En el Abierto de Estados Unidos

Wozniacki comenzó el 2008 jugando el 2 de enero un torneo de exhibición en Hong Kong. En su enfrentamiento frente a María Sharápova pierde por 6-2, 6-2, pero consigue ganar el trofeo de doble junto a su pareja la estadounidense Venus Williams.
En el primer Grand Slam del año, el Abierto de Australia, Wozniacki vence en la rondas previas a Gisela Dulko por 6–1, 6–1, a Alona Bondarenko por 7-6, 6-1 y a Sabine Lisicki por 4–6, 6–4, 6–3, pero pierde en cuarta ronda frente a Ana Ivanović por 1-6, 6-7.
Wozniacki juega su primer Tier I del año disputando el Torneo de Doha, donde tras vencer en primera ronda a la china Yung-jan Chan por 3-6, 6-2, 6-3, en segunda a Marion Bartoli por 6-2, 6-3 y en tercera a Anabel Medina por 3-6 7-6(3) 6-3, pierde y por segunda vez en lo que va de año, frente a María Sharápova por 0-6, 1-6. En el Torneo de Memphis pierde en cuartos de final frente a la estadounidense Lindsay Davenport por 0-6, 2-6, tras vencer en las rondas previas a Milagros Sequera por 6-0 6-2 y a la tenista portuguesa Michelle Larcher de Brito por 6-2 6-4.
En su ronda por Estados Unidos Wozniacki participa en Indian Wells venciendo en primera ronda a Melinda Czink por 6-2, 7-6(4), a María Kirilenko por 6-2, 6-0 en segunda y a Aiko Nakamura por 6-0 6-2 en tercera y perdiendo en cuarta frente a la rusa Svetlana Kuznetsova por 2-6, 3-6.
En el Masters de Miami vence en primera ronda a Tsvetana Pironkova por 6-4, 7-5, en segunda a Marion Bartoli por 6-3, 6-1 y en tercera a Katarina Srebotnik por 2-6 6-3 6-1, pero pierde en la cuarta frente a Venus Williams por 3-6, 3-6. En el Torneo de Amelia Island vence en primera ronda a Pauline Parmentier por 6-3, 6-1, para perder en segunda frente a Alona Bondarenko por 3-6, 6-3, 3-6.
Wozniacki fue vinculada sentimentalmente con el español Rafael Nadal, algo que ambos desmintieron.
Wozniacki logra obtener sus primero dos título de la WTA, al ganar el Torneo de Estocolmo (Nordea Nordic Light Open) al vencer en la final a Vera Dushevina por 6-0, 6-2 y el Torneo de New Haven (Pilot Pen Tennis) venciendo a Anna Chakvetadze por 3-6, 6-4, 6-1, dejando además en el camino a Marion Bartoli y Alizé Cornet
Obtiene su tercer título de su carrera en Tokio al vencer a Kaia Kanepi 6-2 3-6 6-1 y llegó a la final en el torneo de Luxemburgo perdiendo ante Elena Dementieva.

### 2009

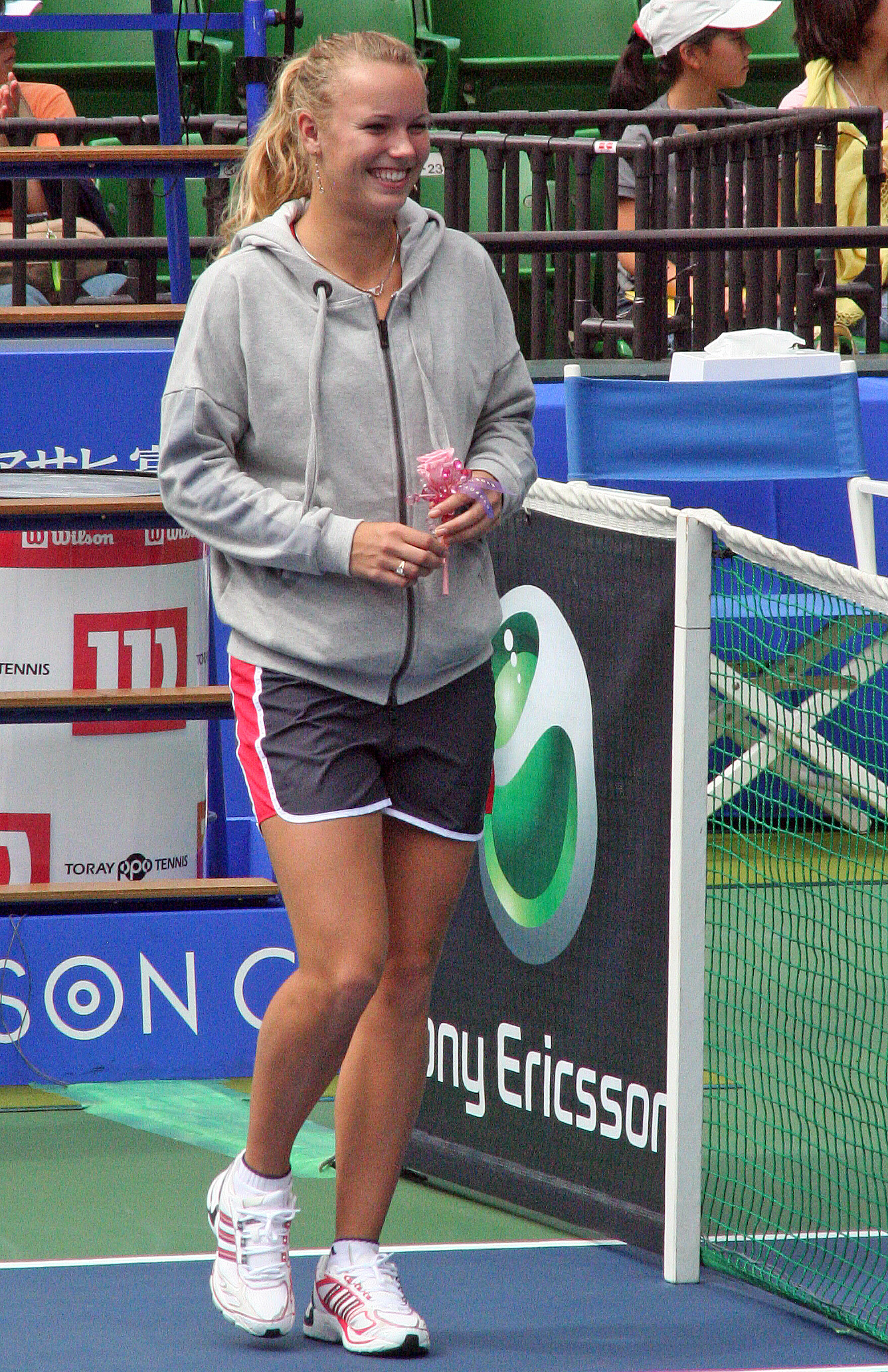
Wozniacki llegó a 8 finales ganando 3 en 2009

Caroline Wozniacki logró proclamarse campeona en la primera edición del torneo de Ponte Vedra Beach (Estados Unidos). La danesa, que logró su primer título del año y el cuarto como profesional, se impuso en la final a la canadiense Aleksandra Wozniak.
La danesa Caroline Wozniacki, número 12 del mundo y segunda cabeza de serie del torneo, doblegó a la canadiense Aleksandra Wozniak, número 35 del ranking WTA y quinta favorita, por un marcador global de 6-1 y 6-2 tras una hora y tres minutos de juego. Wozniacki, que basó su juego en un poderoso primer servicio y un acertado juego al resto, no tuvo rival en una Wozniak que solo fue rival en los primeros compases de la segunda manga.

En el Masters de Madrid de 2009 llegó a la final del torneo, sobre tierra batida y disputado en la recién estrenada Caja Mágica, luego de derrotar a Amelie Mauresmo en la semifinal, aunque perdió ese último partido ante la rusa Dinara Sáfina por 6-2, 6-4. 

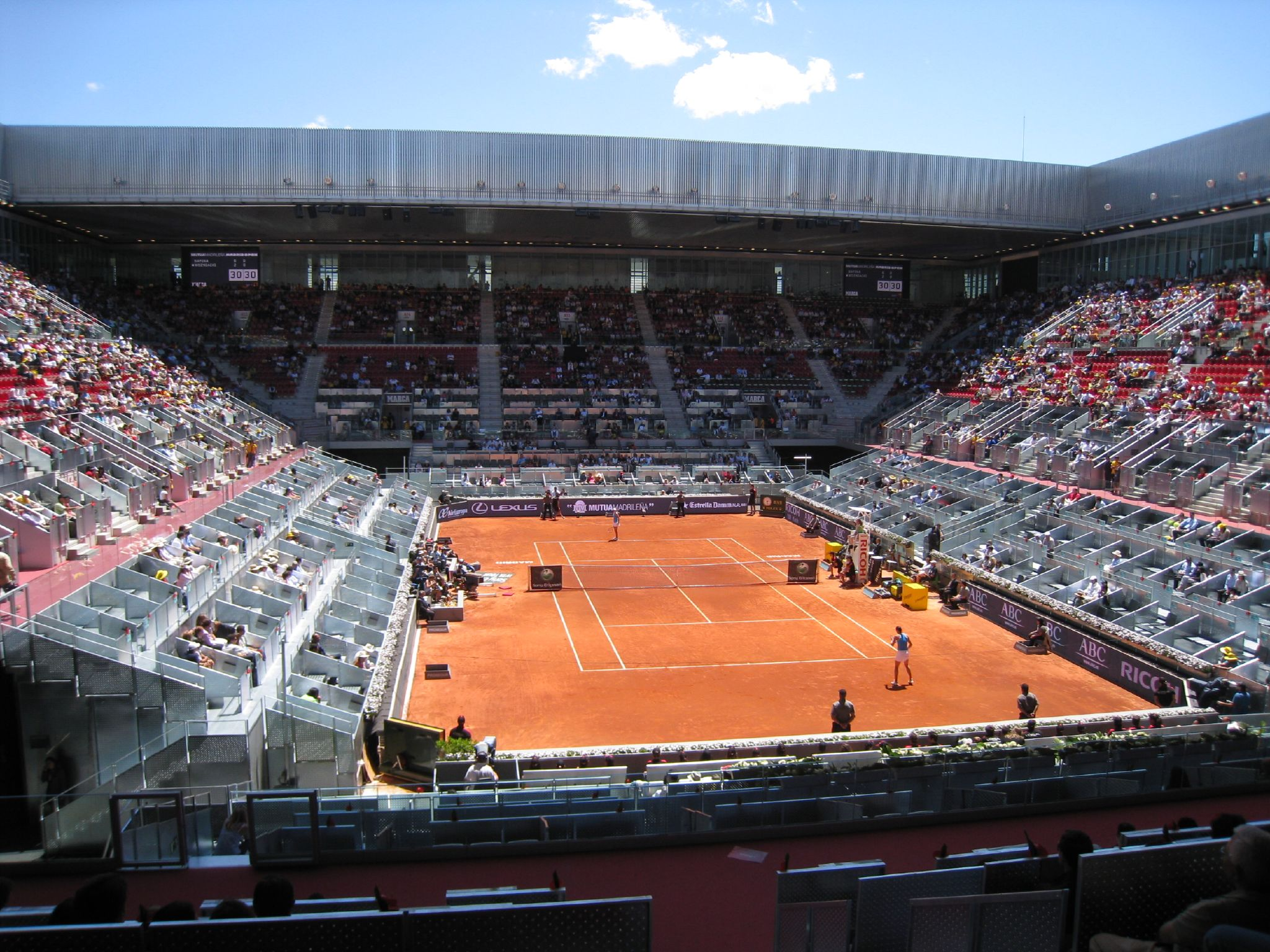
Wozniacki durante la final del Mutua Madrileña Madrid Open 2009

En junio obtuvo el quinto título de su carrera profesional al vencer a la francesa Virginie Razzano 7-6(5), 7-5 en la final del Torneo de Eastbourne en Inglaterra.
Durante la gira norteamericana previo al Abierto de Estados Unidos, la danesa defendió con éxito su título en New Haven al derrotar en la final a la rusa Elena Vesnina.
En septiembre disputó el Abierto de los Estados Unidos donde logró el mayor hito de su hasta ahora corta carrera llegando a alcanzar la final, en la cual realizó un digno papel pese a caer derrotada ante la belga Kim Clijsters.

Wozniacki en su primera final de Grand Slam en el Abierto de Estados Unidos del 2009

La danesa jugó el Torneo de Luxemburgo pero se retiró en primera ronda ante Anne Kremer cuando Caroline iba ganando 7-5, 5-0. Wozniacki fue acusada de estar involucrada en apuestas pero ella desmintió esas afirmaciones diciendo que estaba lesionada y quería prepararse para el Masters de Doha.
Tras haber llegado a la final del US Open se clasificó para el WTA Tour Championships en Doha por primera vez en su carrera. En su debut derrotó a la bielorrusa Victoria Azarenka por 1-6, 6-4 y 7-5, en su segundo partido derrotó a la rusa Vera Zvonareva quien reemplazó en el torneo a la lesionada Dinara Safina por 6-0, 6-7 Y 6-4 en su tercer y último partido antes de las finales del torneo cayó frente a la serbia Jelena Jankovic por un marcador de 2-6 y 2-6.
Pese a esta derrota Caroline logró clasificarse a las semifinales del torneo como segunda en su grupo por detrás de Jankovic. En esta instancia caería ante Serena Williams por retiro 4-6, 1-0.
Se la vinculó sentimentalmente con el tenista argentino Juan Martín Del Potro.

### 2010
Wozniacki empezó la temporada del 2010 jugando una exhibición en Hong Kong para el equipo Europa donde perdió los dos partidos individuales pero ganó el partido de dobles mixtos junto a Stefan Edberg. En su primer torneo del año, Wozniacki perdió en primera ronda ante Li Na de China en  Sídney. Ella fue cuarta cabeza de serie en el Abierto de Australia, la primera vez que estaba dentro de las primeras ocho cabezas de serie en un Grand Slam. Volvió a perder ante Na, esta vez en cuarta ronda, en set corridos. Después de esto asciende hasta el número 3 del ranking.
Como 2.ª cabeza de serie en Indian Wells, Wozniacki llegó hasta la final donde fue derrotada por Jelena Janković 6–2, 6–4. Con este resultado subió al puesto 2 del ranking. En el Sony Ericsson Open en Miami, Wozniacki perdió en cuartos de final ante la belga Justine Henin 6–7(5), 6–3, 6–4.
Su siguiente torneo fue en Ponte Vedra Beach, donde derrotó en la final a Olga Govortsova 6–2, 7–5. Wozniacki compitió posteriormente en Family Circle Cup en Charleston. Ella avanzó a semifinales, donde se encontró a Vera Zvonareva. Wozniacki tuvo que retirarse con 5–2 abajo después de torcerse el tobillo durante el 4–2. La lesión fue catalogada como seria.
A pesar de eso, continuo compitiendo la temporada de polvo de ladrillo donde tuvo una pobre actuación. Sin embargo, Wozniacki fue cabeza de serie n.º 3 en el Roland Garros llegando a cuartos de final donde fue derrotada por la eventual campeona Francesca Schiavone 6–3, 6–2.
Como campeona defensora, Wozniacki perdió rápidamente en  Eastbourne, su primer torneo en césped del año. Wozniacki fue cabeza de serie n.º 3 en el Torneo de Wimbledon donde fue aplastada en cuarta ronda por Petra Kvitová 6–2, 6–0.
Wozniacki fue cabeza de serie n.º 1 en el  Torneo de Copenhague. Fue el primer tornero de la WTA en Dinamarca y fue creado debido a la popularidad de Wozniacki. Llegó a la final donde derrotó a Klara Zakopalova para ganar su segundo título del año.
En el Masters de Cincinnati, perdió en tercera ronda ante Marion Bartoli 6–4, 6–1. Como cabeza de serie n.º 2 en Montreal, Wozniacki tuvo que esperar dos días debido a las lluvias para jugar la semifinal ante la rusa Svetlana Kuznetsova. Venció a Kuznetsova y el mismo día derrotó en la final a Vera Zvonariova para obtener su tercer título del año. Como máxima sembrada en el  Torneo de New Haven, Wozniacki venció Nadia Petrova 6–3, 3–6, 6–3 en la final para así convertirse en la primera jugadora en obtener tres títulos consecutivos en un torneo WTA desde que la francesa Amelie Mauresmo hiciera lo propio durante las temporadas 2005-2007 en el Torneo de Amberes. Debido a la cantidad de puntos acumulados en la gira de cancha dura en Norteamérica, previa al Abierto de Estados Unidos, ella ganó el  US Open Series.

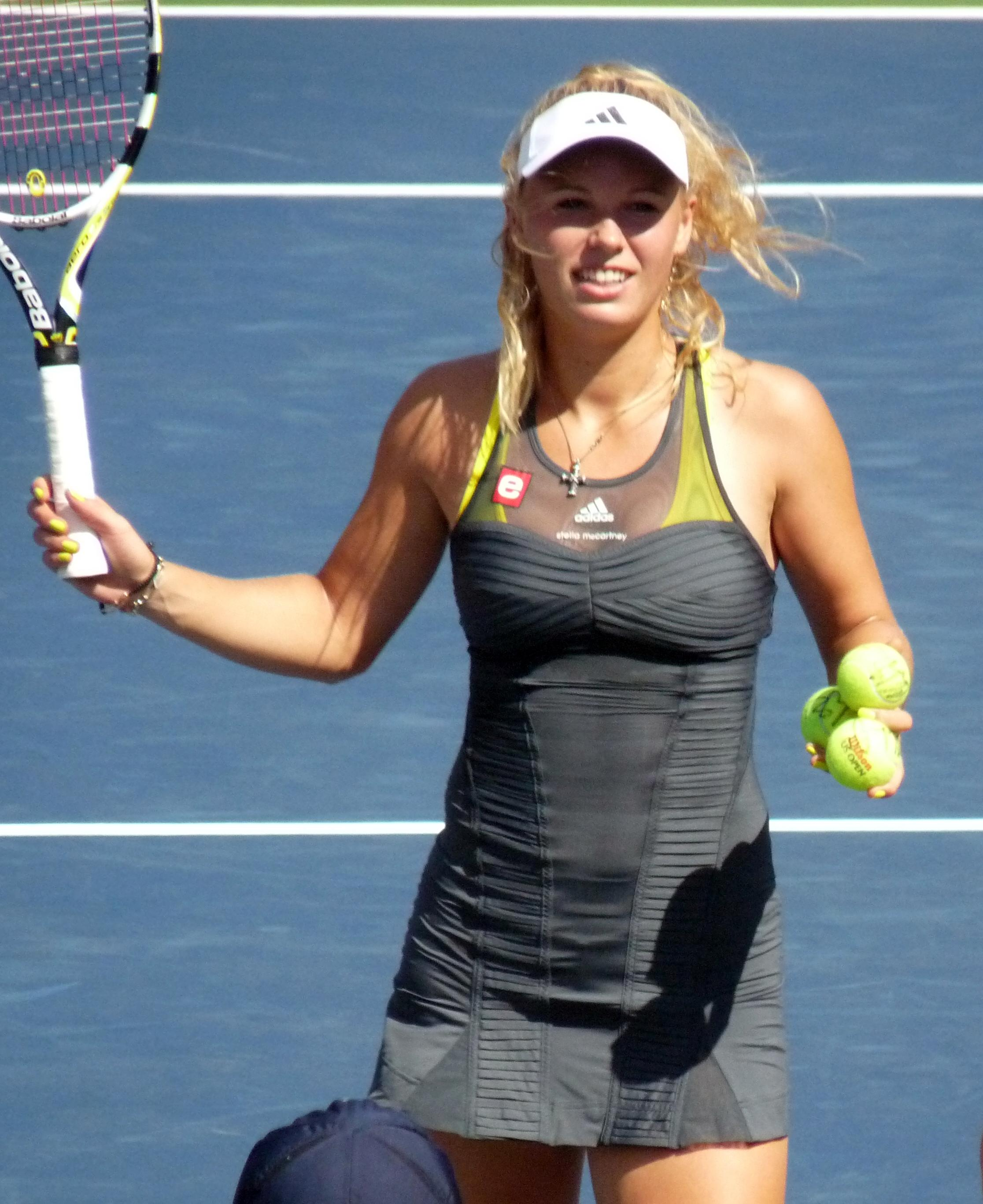
Wozniacki en el Abierto de Estados Unidos 2010

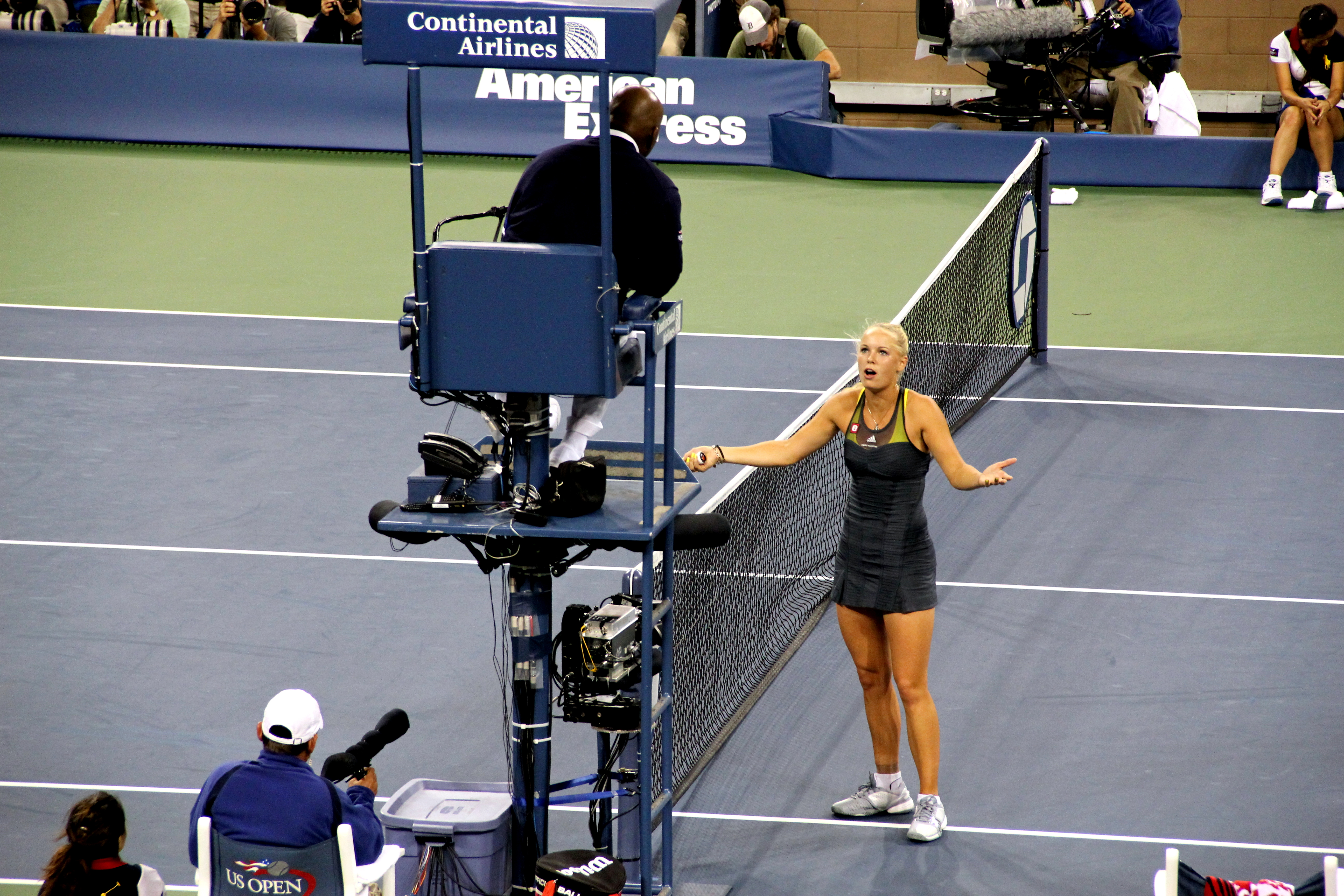
Wozniacki discutiendo con el juez de silla durante su partido de cuartos de final en el Abierto de Estados Unidos 2010

Wozniacki fue la máxima cabeza de serie en el Abierto de Estados Unidos, debido al retiro de la n.º 1 del mundo Serena Williams. Si hubiera ganado el US Open, ella hubiera reemplazado a Williams como n.º 1 del mundo en el ranking de la WTA. Llegó a la cuarta ronda habiendo perdido apenas 3 juegos. En esa instancia derrotó a la campeona del 2006 María Sharápova 6–3, 6–4. En cuartos de final derrotó a Dominika Cibulková 6–2, 7–5 pero cayó en semifinales ante Vera Zvonareva 6–4, 6–3. Con esta aparición en semifinales, Wozniacki se convirtió en una de las dos jugadoras (la otra Venus Williams) en haber alcanzado al menos cuarta ronda en los cuatro Grand Slams del 2010.
Wozniacki fue la máxima cabeza de serie en el Toray Pan Pacific Open en Tokio. Derrotó a Gréta Arn, la cabeza de serie n.º 16 Anastasiya Pavliuchenkova, la cabeza de serie n.º 6 Agnieszka Radwanska, y la cabeza de serie n.º 8 Victoria Azarenka para avanzar a la final y derrotar a la séptima cabeza de serie Yelena Dementieva, 1–6, 6–2, 6–3 para ganar su quinto título del año, convirtiéndose en la primera jugadora que gana al menos 5 títulos en un mismo año desde que la belga Justine Henin ganara 10 en el 2007.
Su siguiente parada fue en el China Open en Pekín, donde derrotó a Sara Errani 6–4, 6–2. En tercera ronda, Wozniacki se enfrentaría a Petra Kvitova (quien recientemente la había vencido en Wimbledon). Wozniacki la venció 6–3, 6–2, reemplazando de esta manera a Serena Williams como nueva n.º 1 del mundo. Es la cuarta jugadora más joven en la historia de la WTA en alcanzar este puesto después de Martina Hingis, Mónica Seles y Steffi Graf.
En cuartos de final, se enfrentó a una ex reina del circuito; Ana Ivanović, donde Caroline consiguió su primera victoria sobre la serbia 7-6(1), 6-4; a pesar de que durante el partido la danesa se lesionó ligeramente al doblarse la rodilla izquierda mientras lideraba el segundo set 3-1. A partir de eso siguió jugando el resto del torneo vendada. En semifinales derrotó a la israelí Shahar Peer y en la final a la rusa Vera Zvonareva 6-3, 3-6, 6-3 en un partido parejo que duró 2 horas 4 minutos. De esta manera Wozniacki estrenó su liderato en el ranking de la WTA con la victoria en un Torneo Premier Mandatory.
Posteriormente participó como cabeza de serie n.º 1 en el WTA Tour Championships en Doha en el mismo grupo que Samantha Stosur, Yelena Dementieva y Francesca Schiavone. En el round robin únicamente cayó derrotada por Stosur y clasificó como segunda en su grupo precisamente por detrás de la australiana. En las semifinales derrotó con comodidad a Vera Zvonareva 7-5, 6-0. En la final se encontró con la belga Kim Clijsters en una repetición de la final del Abierto de Estados Unidos, en el cual salió victoriosa Clijsters. En un partido sumamente difícil la danesa perdió nuevamente ante la belga 3-6, 7-5, 3-6 (con esto el marcador Clijsters-Wozniacki queda 2-0 a favor de la belga), convirtiéndose en la segunda final que pierde durante el año (la otra fue Indian Wells). La Federación Internacional de Tenis reconoció a la danesa como la mejor jugadora del 2010. A pesar de esto Wozniacki acaba el 2010 como la n.º 1 del ranking a pesar de no poseer entre sus copas un Grand Slam o una Copa Masters.

### 2011
Empezó participando en una exhibición en Tailandia versus Kim Clijsters que perdió 3-6, 6-4, 10-12. Luego participó en un torneo de exhibición por equipos en Hong Kong donde entre sus partidos destacan su triunfo frente a la china Na Li y su derrota 1-6, 0-6 frente a la rusa Vera Zvonareva. Su primer torneo oficial de temporada fue el Torneo de Sídney donde fue derrotada en segunda ronda (después de recibir un bye en primera ronda) por la eslovaca Dominika Cibulkova 6-3, 6-3.
En el primer Grand Slam del año, el Australian Open, Wozniacki juega por primera vez un torneo de este nivel como n.º 1 del mundo. Venció por 6-3 y 6-4 a la argentina Gisela Dulko en primera ronda, en segunda venció a Vania King por 6-1 y 6-0, en tercera a Dominika Cibulkova por 6-4 y 6-3, y en cuarta ronda enfrentó a la letona Anastasija Sevastova a quien derrotó 6-3, 6-4. En cuartos de final se enfrentó a la italiana Francesca Schiavone, campeona reinante del Roland Garros, a la cual venció 3-6, 6-3 y 6-3. Tras este triunfo avanzó a semifinales donde perdió con la china Na Li 6-3, 5-7 y 3-6; después de tener un punto de partido en el segundo set con su saque.

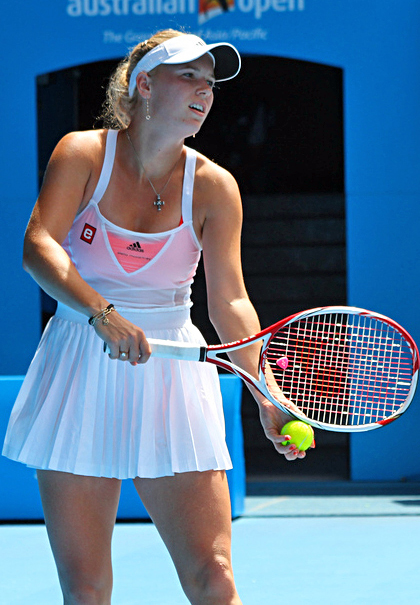
Caroline en el Abierto de Australia 2011

Posteriormente defendió a los colores de su país en las eliminatorias de la Fed Cup del Grupo I de la Zona Europa-África en Eliat, Israel. Sin embargo a pesar de ganar sus partidos individuales, Dinamarca fue eliminado. Durante el partido de dobles versus Gran Bretaña, la jugadora escandinava fue golpeada por una pelota en el ojo.

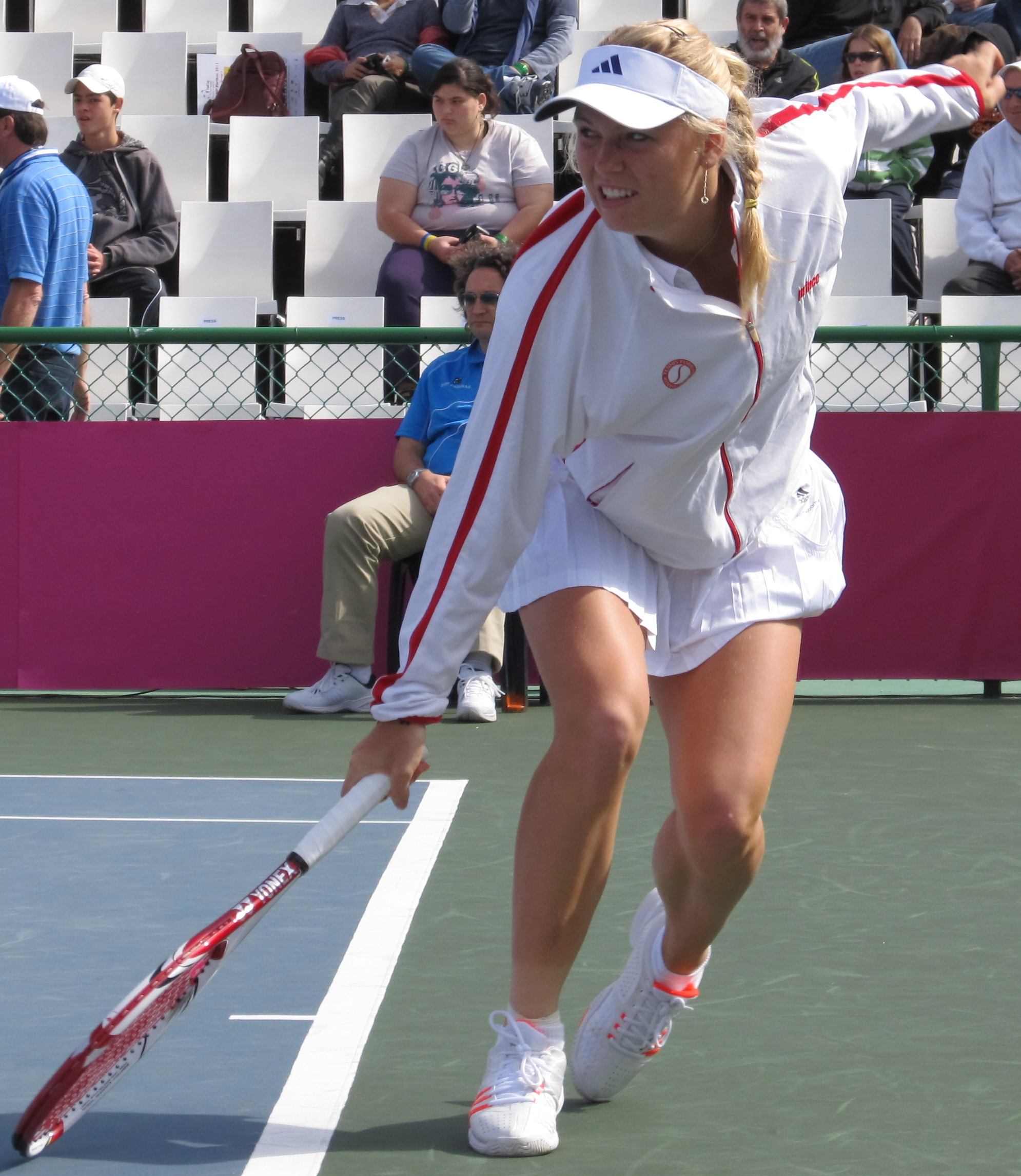
Wozniacki en su partido del Fed Cup versus la suiza Patty Schnyder

El 14 de febrero del 2011 perdió su puesto como n.º 1 del mundo, siendo reemplazada por la belga Kim Clijsters que alcanzó las semifinales del Open GDF Suez en París.
El siguiente torneo de la danesa fue el Dubái Duty Free Tennis Championship en Dubái, Emiratos Árabes Unidos. Recibió un pase directo a la segunda ronda cuando, liderando el partido 6–1, 3–5 cuando su rival la rusa Anna Chakvetadze se desmayó en la cancha y se retiró. Avanzó a la tercera ronda y derrotó a la japonesa Ayumi Morita 6–1, 6–0. En cuartos de final derrotó a la israelí Shahar Peer 6–2, 6–4 de esta manera asegurando su regreso al n.º 1 del mundo en la siguiente actualización del ranking. Derrotó por primera vez a Jelena Janković 7–5, 6–3 en las semifinales. En la final enfrentó a la rusa Svetlana Kuznetsova a quien derrotó 6-1, 6-3. Él es decimotercer título en individuales que gana la danesa.
El 21 de febrero de 2011 la danesa recuperó su puesto como n.º 1 del ranking de la WTA que la semana anterior lo había perdido en manos de la belga Kim Clijsters.
El siguiente torneo que jugó la danesa fue el Qatar Ladies Open en Doha, que volvió a aparecer en el calendario de la WTA, luego que durante el periodo 2009-2010 se jugó en la capital catarí el WTA Tour Championships. Su rival en segunda ronda fue la rusa Nadia Petrova a quien derrotó 6-3, 6-2. Su rival en cuartos de final derrotó a la italiana Flavia Pennetta 6-2, 6-0. Su rival en semifinales fue la francesa Marion Bartoli a quien derrotó 6-1, 6-1 en 1 hora 5 minutos de juego. Enfrentó en la final a la rusa Vera Zvonareva quien la derrotó 4-6, 4-6.
El siguiente torneo en el calendario de la danesa fue el BNP Paribas Open en Indian Wells, California del cual era finalista defensora. Como cabeza de serie n.º 1 del torneo recibió un pase directo a la segunda ronda donde enfrentó a la joven estadounidense Sloane Stephens a la que venció 6-3, 6-2. En la tercera ronda derrota por primera vez a la española María José Martínez Sánchez 6-1, 6-3. En la cuarta ronda venció a la rusa Alisa Kleybanova 2-6, 6-3, 6-1. En cuartos de final se enfrentó a la bielorrusa Victoria Azarenka. El partido estaba a favor de la danesa con un marcador 3-0 cuando la bielorrusa decidió retirarse por lesión. "Es una pena terminar así un partido. Ella es una gran amiga mía y espero que su lesión no sea grave y pueda disputar sin problema el Torneo de Miami" señaló tras el partido la número uno del mundo. Durante el partido ambas jugadoras mostraron una bandera de Japón, que quedó colocada en la silla del juez árbitro del partido como apoyo a la víctimas del terremoto y tsunami que sufrió el país asiático en días anteriores. En semifinales se enfrentó con la rusa María Sharápova a quien derrotó cómodamente 6-1, 6-2. En la final enfrentó a la francesa Marion Bartoli y en un partido intenso que duró 2 horas 8 minutos la danesa doblegó a la gala 6-1, 2-6, 6-3 para así conseguir su segundo título en la categoría Premier Mandatory y el décimo cuarto título de su carrera.
Posteriormente Wozniacki jugó Sony Ericsson Open en Miami, Estados Unidos. Como cabeza de serie n.º 1 recibió un pase directo a segunda ronda donde derrotó a la estadounidense Bethanie Mattek-Sands 6-2, 7-5. En tercera ronda venció a la eslovaca Daniela Hantuchová 6-1, 7-6 (9-7); cabe mencionar que el segundo set fue muy apretado, incluso la danesa tuvo que salvar tres puntos de set en contra antes de cerrar el partido. Sin embargo cayó en cuarta ronda con la alemana Andrea Petkovic 5-7, 6-3, 3-6; en un partido muy irregular para la danesa, en el cual cometió muchos errores no forzados, además que no aprovechó la mayoría de las oportunidades que tuvo para quebrar el servicio de su oponente.
El siguiente torneo en el calendario de la danesa fue la Family Circle Cup en Charleston, Carolina del Sur, Estados Unidos. Recibió un pase directo a segunda ronda donde derrotó a la estadounidense Irina Falconi 6-1, 6-1 en 56 minutos. Su rival en octavos de final fue la checa Barbora Zahlavova Strycova a quien derrotó 7-6(6), 7-6(9) en un partido de casi 3 horas. Su rival en cuartos de final fue la belga Yanina Wickmayer a quien derrotó 4-6, 6-4, 6-4. Enfrentó en semifinales a la serbia Jelena Jankovic, campeona en el 2007 en este torneo, a quien venció 6-4, 6-4. En la final enfrentó a la rusa Yelena Vesniná a quien derrotó 6-2, 6-3 para así obtener el tercer título del año, el tercero sobre tierra, y el décimo quinto de su carrera.
Al día siguiente de su victoria en Charleston, la danesa viajó a Montecarlo para jugar un partido de exhibición contra la italiana Francesca Schiavone durante la realización del Masters de Montecarlo por la conmemoración del Día de la Mujer. El partido de un solo set fue ganado por la jugadora transalpina y campeona reinante del Roland Garros por 6-4.
El siguiente torneo en el calendario de la danesa fue el Porsche Tennis Grand Prix en Stuttgart, Alemania. Como primera cabeza de serie recibió un pase directo a segunda ronda donde venció a la eslovaca Zuzana Kucova 6-1, 6-2. Su rival en cuartos de final fue la alemana Andrea Petkovic. El partido empezó adverso para Caroline pero supo reponerse y de dos breaks abajo en el primer set derrotó la jugadora teutona 6-4, 6-1. Derrotó en la semifinal a la polaca Agnieszka Radwanska 7-5, 6-3; en un partido en el que la jugadora danesa necesitó siete puntos de combate para batir a su oponente. De esta manera llegó a su quinta final del año y se enfrentó con la alemana y favorita local Julia Görges que la derrotó 6-7(3), 3-6; perdiendo de esta manera su segunda final del año.
Posteriormente jugó Caroline fue el Mutua Madrid Open en Madrid, España, el tercer torneo Premier Mandatory de la temporada. En primera ronda derrotó a la japonesa Ayumi Morita 6-2, 6-3. En segunda ronda derrotó a la serbia Bojana Jovanovski 6-4, 6-4. En tercera ronda cayó derrotada nuevamente con la alemana Julia Görges por un marcador global de 4-6, 6-1, 6-3.
La danesa luego jugó el Internazionali BNL d'Italia en Roma, Italia. Recibió un pase directo a segunda ronda donde derrotó cómodamente a la australiana Anastasia Rodionova 6-2, 6-0; en tercera ronda se enfrentó con la belga Yanina Wickmayer y la derrotó con un marcador de 6-1, 7-6(4). Su rival en cuartos de final fue la serbia Jelena Jankovic, a quien venció por 6-3, 1-6, 6-3. En semifinales perdió con la rusa María Sharápova 5-7, 3-6.
El siguiente torneo de su calendario fue el Brussels Ladies Open en Bruselas, Bélgica. Recibió un pase directo a segunda ronda donde derrotó a la estadounidense Varvara Lepchenko 6-4, 7-6(5). Batió en cuartos de final a la belga Yanina Wickmayer debido al retiro de la jugadora local por lesión cuando el marcador estaba a favor de la n.º 1 del mundo 2-0 (40-0). Su rival en semifinales fue la italiana Francesca Schiavone a quien derrotó en un partido muy ajustado 6-4, 4-6, 6-3. En un su sexta final del año se encontró con la china Peng Shuai; en un partido de 2h31 minutos, la jugadora nórdica después de perder el primer set, remontó y ganó las siguientes dos mangas para llevarse su cuarto título del año y el primero en arcilla roja por un marcador global de 2-6, 6-3, 6-3. Es el décimo sexto título de su carrera.
Caroline jugó el segundo Grand Slam del año, el Roland Garros en París, Francia. En primera ronda derrotó a la veterana japonesa Kimiko Date Krumm 6-0, 6-2. En segunda ronda venció a la canadiense Aleksandra Wozniak 6-3, 7-6(6); después de salvar tres set points en el tie break para ganar cinco puntos sucesivos aprovechando el primer punto de partido y así llevarse el encuentro. Se enfrentó en tercera ronda con la eslovaca Daniela Hantuchova, con quien perdió 6-1 y 6-3. De esta manera fue la primera vez en toda la Era Abierta que ninguna de las dos cabezas de serie alcanza al menos octavos de final en un torneo de Grand Slam (Kim Clijsters fue eliminada en segunda ronda). Después de su eliminación, Caroline viajó a Londres a presenciar la final de Liga de Campeones entre el Manchester United y el FC Barcelona.

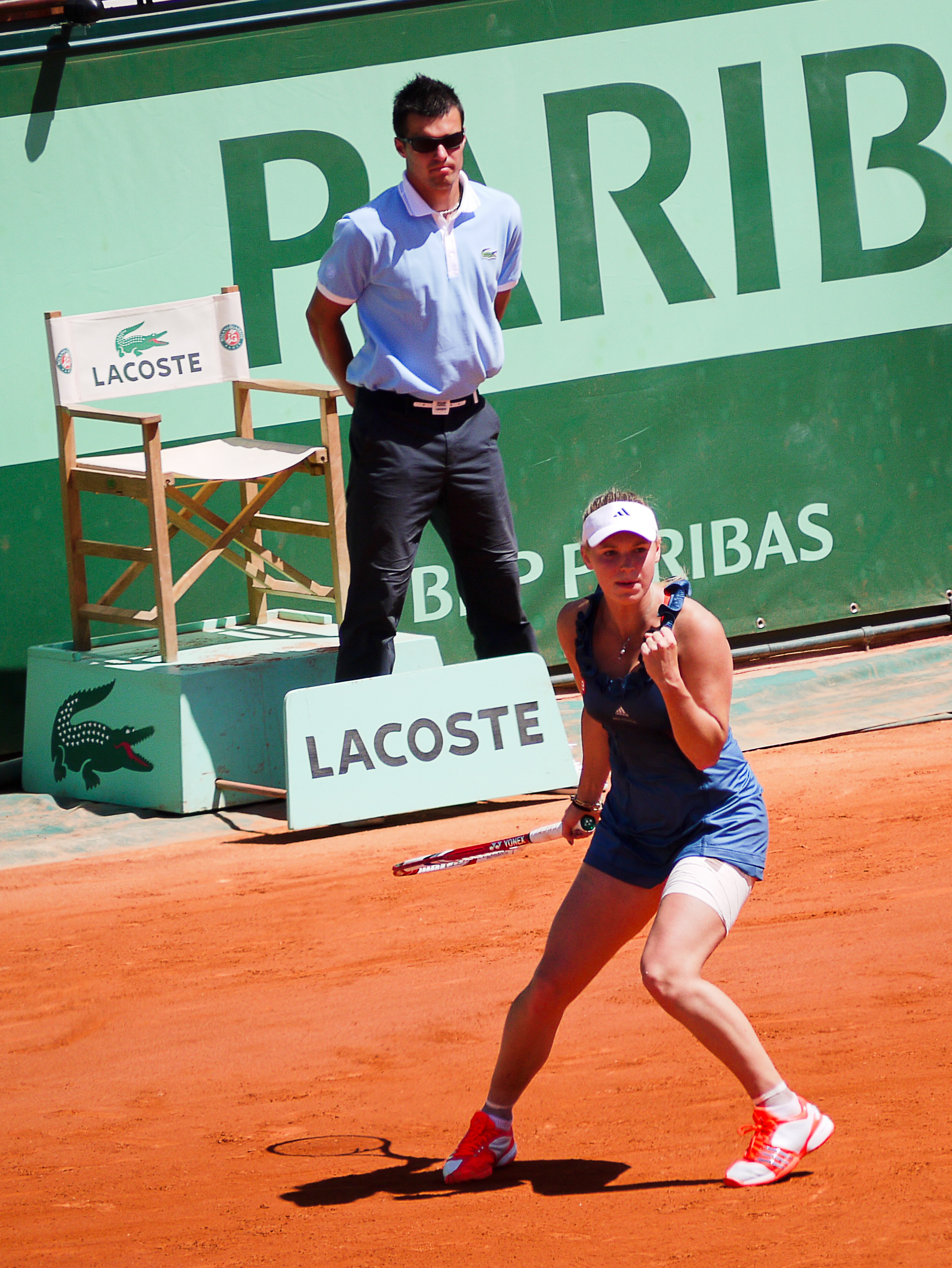
Caroline en el Roland Garros 2011

Disputó el e-Boks Sony Ericcson Open en Copenhague, Dinamarca. En primera ronda se derrotó a la estadounidense Irina Falconi 6-1, 6-3. En octavos de final eliminó a la alemana Angelique Kerber 7-6(4), 6-3. En ronda de cuartos venció a la italiana Alberta Brianti 6-0, 6-1. En semifinales derrotó a la alemana Mona Barthel 6-1, 6-2. En la final venció a la checa Lucie Safarova 6-1, 6-4 en 67 minutos. De esta manera Caroline obtiene su quinto título del año y el décimo séptimo de su carrera.
Posteriormente jugó el tercer Grand Slam del año, el Torneo de Wimbledon. En primera ronda derrotó a la española Arantxa Parra 6-2, 6-1 en 59 minutos. En segunda ronda se venció a la francesa Virginie Razzano 6-1, 6-3. Hizo lo propio con la australiana Jarmila Gajdosova en la tercera ronda con un marcador de 6-3, 6-2. En cuarta ronda fue eliminada por la eslovaca Dominika Cibulkova 6-1, 6-7(5), 5-7.
Se presentó en el Collector Swedish Open en Bastad, Suecia. En primera ronda venció a la francesa Alize Cornet 6-4, 6-4. En segunda ronda se enfrentó con la sueca Sofia Arvidsson. La primera manga la ganó con comodidad 6-2, sin embargo en el segundo set 0-1 en contra, la jugadora danesa decidió retirarse del partido luego de lesionarse el hombro derecho. Hay que tomar en cuenta que Caroline jugó este torneo debido al contrato de dos años que firmó con los organizadores; se había presentado en la edición 2009, pero al siguiente año no lo hizo por chocar fechas con el torneo de su país natal en Copenhague y por eso tuvo que hacerlo en la presente temporada.
En la edición de la Rogers Cup en Toronto, Canadá del cual era la campeona defensora recibió un pase directo a segunda ronda donde se enfrentó a la italiana Roberta Vinci; sorpresivamente la danesa cayó por un marcador de 6-4, 7-5.
Su siguiente torneo fue el Western & Southern Open en Cincinnati, Estados Unidos. Como primera cabeza de serie cayó en su debut ante la estadounidense Christina McHale 4-6, 5-7, encadenando su tercera derrota consecutiva y por primera vez dos derrotas consecutivas en su debut de torneo desde Tokio y Pekín en la temporada 2009.

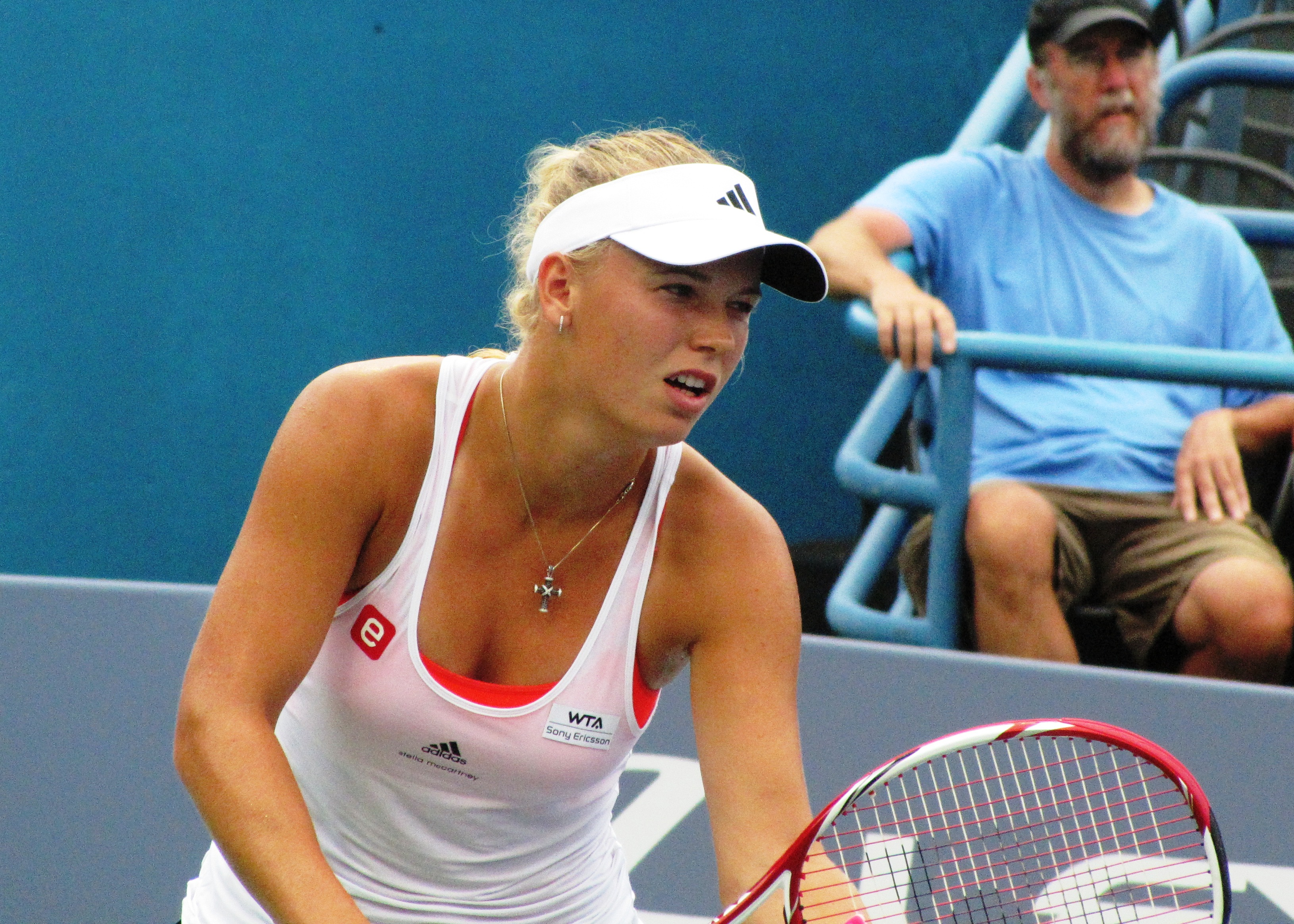
Caroline con su servicio en el Torneo de New Haven

Jugó el New Haven Open at Yale, New Haven (Connecticut) Estados Unidos, del cual era la triple campeona defensora. Recibió un bye a segunda ronda, donde derrotó a la eslovena Polona Hercog 6-3, 6-0. Venció en tercera ronda a la estadounidense Christina McHale 7-5, 6-3. En semifinal derrotó a la italiana Francesca Schiavone 7-6(2), 6-3. Se enfrentó en la final ante la checa Petra Cetkovská y la derrotó 6-4, 6-1 convirtiéndose en la primera jugadora en nueve años en ganar cuatro títulos consecutivos en un torneo oficial de la WTA desde que Venus Williams hiciera lo propio en este mismo torneo en las temporadas 1999-2002. La danesa está con un invicto de 17-0 en este torneo y con el dinero obtenido del premio se convirtió en la vigésimo primera jugadora en superar la barrera de los $10 millones en ganancias a lo largo de su carrera.

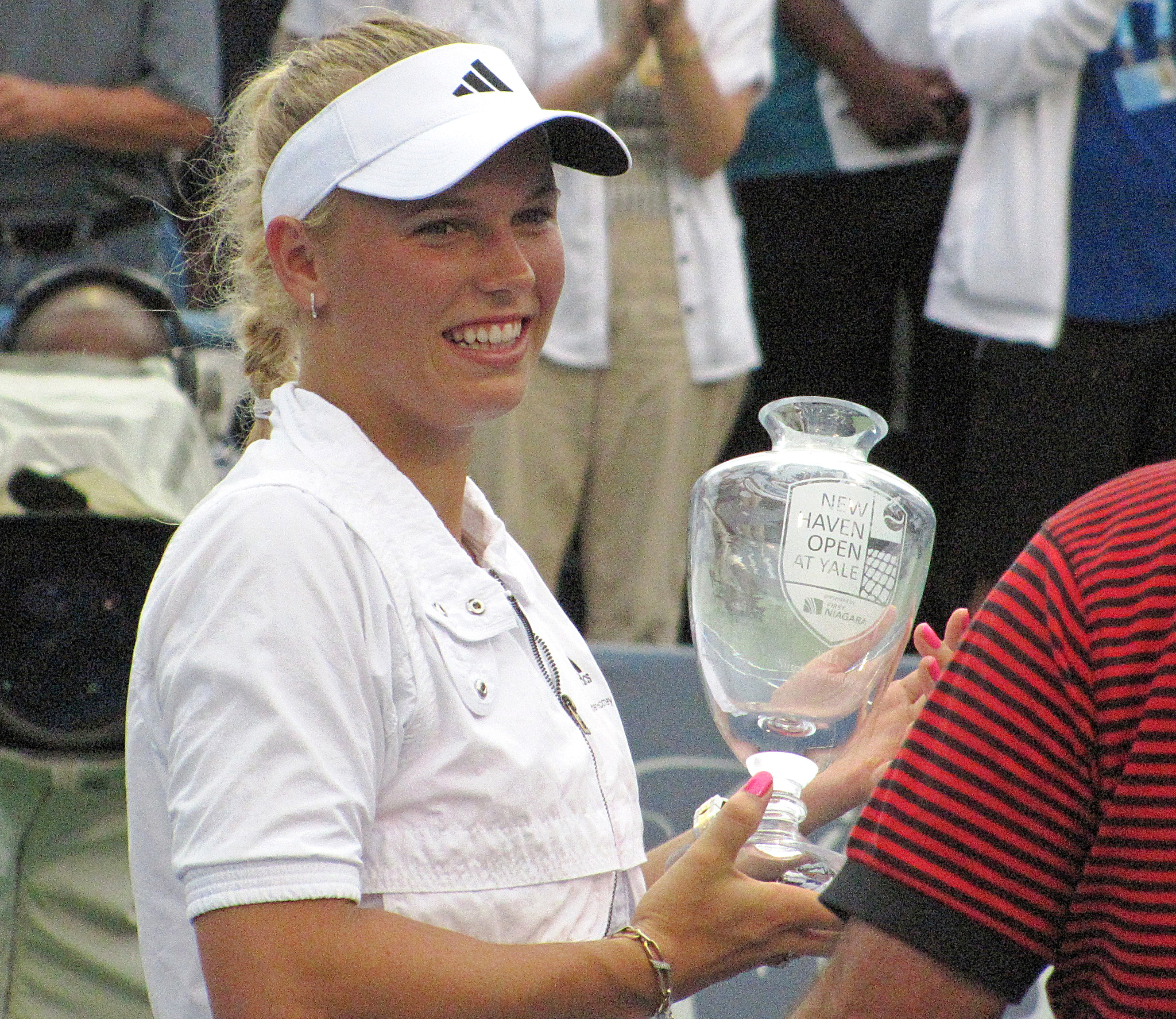
Caroline recibiendo su trofeo en New Haven 2011

En el US Open donde fue la primera cabeza de serie (la primera vez desde Martina Hingis en las temporadas 1997-2001 que una jugadora era la primera sembrada en este Grand Slam de forma consecutiva). Enfrentó a la española Nuria Llagostera, a quien derrotó por 6-3, 6-1. En segunda ronda se encontró con la holandesa Arantxa Rus y la aplastó con un 6-2, 6-0. En tercera vuelta venció a la estadounidense Vania King 6-2, 6-4. En cuarta ronda se enfrentó con la rusa Svetlana Kuznetsova y en duelo durísimo de más de tres horas, la nórdica levantó un set abajo y un quiebre en el segundo set para llevarse el partido 6-7(6), 7-5, 6-1. En cuartos de final venció a la alemana Andrea Petkovic 6-1 7-6(5). En la semifinal fue vencida por la estadounidense Serena Williams 2-6, 4-6.

Caroline en el Abierto de Estados Unidos 2011

En su gira por Asia empezó participando en el Toray Pan Pacific Open en Tokio, Japón del cual era la campeona defensora. Recibió un pase directo a segunda ronda donde derrotó a la australiana Jarmila Gajdosova 6-1, 6-7(4), 6-3. En tercera ronda se enfrentó con la estonia Kaia Kanepi y perdió sorpresivamente 5-7, 6-1, 4-6; después de tener una ventaja de 4-1 en el tercer set.
Su siguiente torneo fue el China Open en Pekín, China; donde es la campeona defensora. En primera ronda derrotó a la checa Lucie Hradecka 3-6, 6-0, 7-5. En segunda vuelta venció a la australiana Jarmila Gajdosova 6-2, 6-3. Derrotó en tercera ronda a la estonia Kaia Kanepi 6-3, 7-6(3). En cuartos de final perdió de manera sorpresiva y por primera vez en seis enfrentamientos ante la italiana Flavia Pennetta 6-3, 0-6, 6-7(2).
Su último torneo de la temporada fue el TEB-BNP Paribas WTA Championships en Estambul, Turquía. La danesa como primera cabeza de serie fue encuadrada dentro del Grupo Rojo, junto con la checa Petra Kvitova, la rusa Vera Zvonareva, y la polaca Agnieszka Radwanska. Al respecto Caroline mencionó "Es un grupo fuerte, pero ambos lo son. Son todas grandes jugadoras. Voy a ir a jugar mi mejor tenis y veremos que pasa". En el primer partido del round robin se enfrentó en un encuentro durísimo ante su gran amiga Agnieszka Radwanska, a quien venció 5–7, 6–2, 6–4. En su siguiente partido cayó ante la rusa Vera Zvonareva 2–6, 6–4, 3–6. En su último partido en el round robin cayó ante la checa Petra Kvitova 6-4, 6-2; de esta manera quedando eliminada del torneo. A pesar de esto, Wozniacki logra terminar la temporada como n.º 1 del mundo por segundo año consecutivo, convirtiéndose en la primera jugadora en lograrlo desde que la belga Justine Henin lo consiguiera en 2007.

Caroline en el WTA Tour Championships 2011

### 2012
La danesa inició su temporada participando en varias exhibiciones en Eslovaquia, Bélgica y Tailandia. Representó a Dinamarca, junto a su compatriota Frederik Nielsen en la Copa Hopman. Junto a él derrotaron a los campeones defensores Estados Unidos, pero cayeron frente a Bulgaria y República Checa. En cuanto a su partido en individuales solamente perdió con la entonces n.º 2 del mundo Petra Kvitová en un duelo muy parejo 6-7(4), 6-3, 4-6.
Su siguiente torneo programado es el Apia International en Sídney, Australia. Recibió un pase directo a segunda ronda, donde derrotó a la eslovaca Dominika Cibulkova 7-5, 2-6, 6-4. En cuartos de final perdió con la polaca Agnieszka Radwanska 6-3, 5-7, 2-6.
En el Abierto de Australia, la danesa jugó como cabeza de serie n.º1 por sexto Grand Slam consecutivo. Eliminó en primera ronda a la australiana Anastasia Rodionova por 6-2 6-1; en segunda ronda hizo lo propio con la georgiana Anna Tatishvili por 6-1 7-6(4). En tercera ronda venció a la rumana Monica Niculescu 6-2 6-2, mientras que en cuarta ronda le ganó a la serbia Jelena Jankovic 6-0 7-5. En cuartos de final quedó eliminada al perder por tercera vez consecutiva ante la belga Kim Clijsters por 3-6 6-7(7), perdiendo de esta manera el número uno mundial que había defendido hasta ese entonces durante 66 semanas, que finalmente terminó en manos de la bielorrusa Victoria Azarenka, que se coronó como campeona del torneo.
Posteriormente se presentó a jugar el Qatar Total Open como segunda cabeza de serie y n.º 4 del mundo; recibió un pase directo a segunda ronda donde cayó frente a la checa Lucie Safarova 6-4, 4-6, 6-7(3).
Concluyó su gira en Medio Oriente presentándose en el Dubai Duty Free Tennis Championships, del cual era la campeona defensora. Recibió un pase directo a segunda ronda, donde derrotó a la rumana Simona Halep 6-2, 6-3. En los cuartos de final venció a la serbia Ana Ivanovic 6-3, 7-5. Sin embargo en las semifinales cayó derrotada frente a la alemana Julia Görges 7-6(3), 7-5.
En el BNP Paribas Open en Indian Wells, California; del cual era la campeona defensora recibió un pase directo a segunda ronda donde derrotó a la rusa Yekaterina Makárova 6-2 6-0. En tercera ronda venció a la sueca Sofia Arvidsson 3-6, 7-5, 6-2. Sin embargo en cuarta ronda cayó frente a la serbia Ana Ivanovic 6-3, 6-2. Debido a esta derrota la danesa salió el Top 5 del ranking por primera vez desde que alcanzó la final del Abierto de Estados Unidos en 2009.
Posteriormente se presentó el Sony Ericsson Open en Miami, Florida. Recibió un pase directo a segunda ronda donde derrotó a la checa Barbora Záhlavová-Strýcová 6-4 6-0. En tercera ronda venció a la checa Petra Cetkovská 6-3, 7-5. En cuarta ronda hizo lo propio con la belga Yanina Wickmayer 7-6(6), 6-0. En cuartos de final consolidó su primera victoria en su carrera deportiva frente a la estadounidense Serena Williams, derrotándola 6-4, 6-4. Sin embargo cayó en la semifinal frente a la rusa María Sharápova 6-4, 2-6, 4-6.

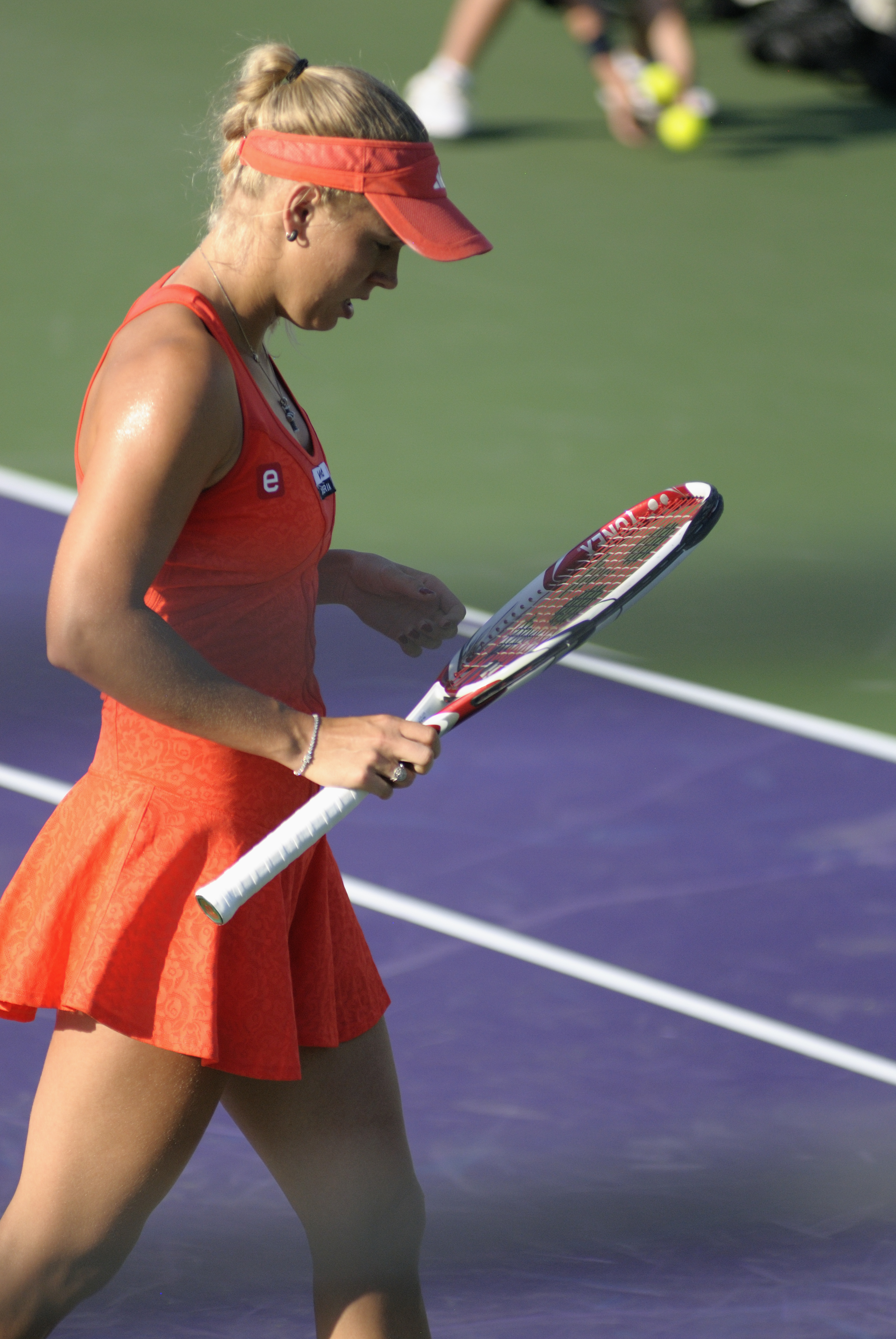
Caroline durante el Masters de Miami 2012

Antes de entrar a la temporada de polvo de ladrillo, la danesa se presentó en el e-Boks Open en Copenhague, Dinamarca; del cual es la doble campeona defensora. En primera ronda derrotó a la polaca Urszula Radwanska 7-6(4), 6-2. En segunda ronda venció a la francesa Pauline Parmentier 6-2, 6-1. En cuartos de final hizo lo propio con la francesa Alize Cornet, derrotándola 6-3, 6-0. En semifinales derrotó a la croata Petra Martić 6-2, 6-3. Sin embargo en la final cayó derrotada frente a la alemana Angelique Kerber 4-6, 4-6.
Empezó su gira en tierra batida jugando el Porsche Tennis Grand Prix en Stuttgart, Alemania. Debutó en primera ronda ante la serbia Jelena Jankovic, derrotándola 6-3, 1-0 retiro. En segunda ronda cayó por segunda vez consecutiva frente a la alemana Angelique Kerber 6-1 6-2.
Posteriormente jugó el Mutua Madrid Open en Madrid, España. En primera ronda venció con dificultad a la kazaja Ksenia Pervak 7-6(7), 3-6, 6-4. En segunda ronda venció a la alemana Mona Barthel 6-4 7-6(2). En tercera ronda cayó frente a la estadounidense Serena Williams 6-1, 3-6, 2-6.
Luego participó el Internazionali BNL d'Italia en Roma, Italia en donde cayó en segunda ronda ante la española Anabel Medina 6-4, 4-0 y retiro.
Culminó la gira en tierra batida jugando el segundo Grand Slam de la temporana, el Torneo de Roland Garros en París, Francia. En primera ronda venció a la griega Eleni Daniilidou 6-0, 6-1. En segunda ronda venció a la australiana Jarmila Gajdosova 6-4, 6-1. Sin embargo en la tercera ronda caería ante la estonia Kaia Kanepi 1-6, 7-6(3), 3-6.
Inició la temporada de hierba jugando el AEGON International en Eastbourne, Reino Unido. Cayó derrotada en primera ronda ante la estadounidense Christina McHale 1-6, 7-6(7), 4-6.
Siguió con Wimbledon en Londres, Reino Unido. Sin embargo cayó en primera ronda ante la austríaca Tamira Paszek 7-5, 6-7(4), 4-6 en el partido femenino más largo del torneo y convirtiéndose en la primera vez que Caroline caía vencida en una primera ronda de Grand Slam desde su debut en el Torneo de Roland Garros 2007 (tenía un invicto de 20 partidos).
Asistió a su segunda participación en unos Juegos Olímpicos, ya que disputó Londres 2012. En primera ronda derrotó a la británica Anne Keothavong 4-6, 6-3, 6-2. En segunda ronda venció a la belga Yanina Wickmayer 6-4, 3-6, 6-3. En tercera ronda enfrentará a la eslovaca Daniela Hantuchova. Sin embargo caería en cuartos de final ante la estadounidense Serena Williams 6-0, 6-3.

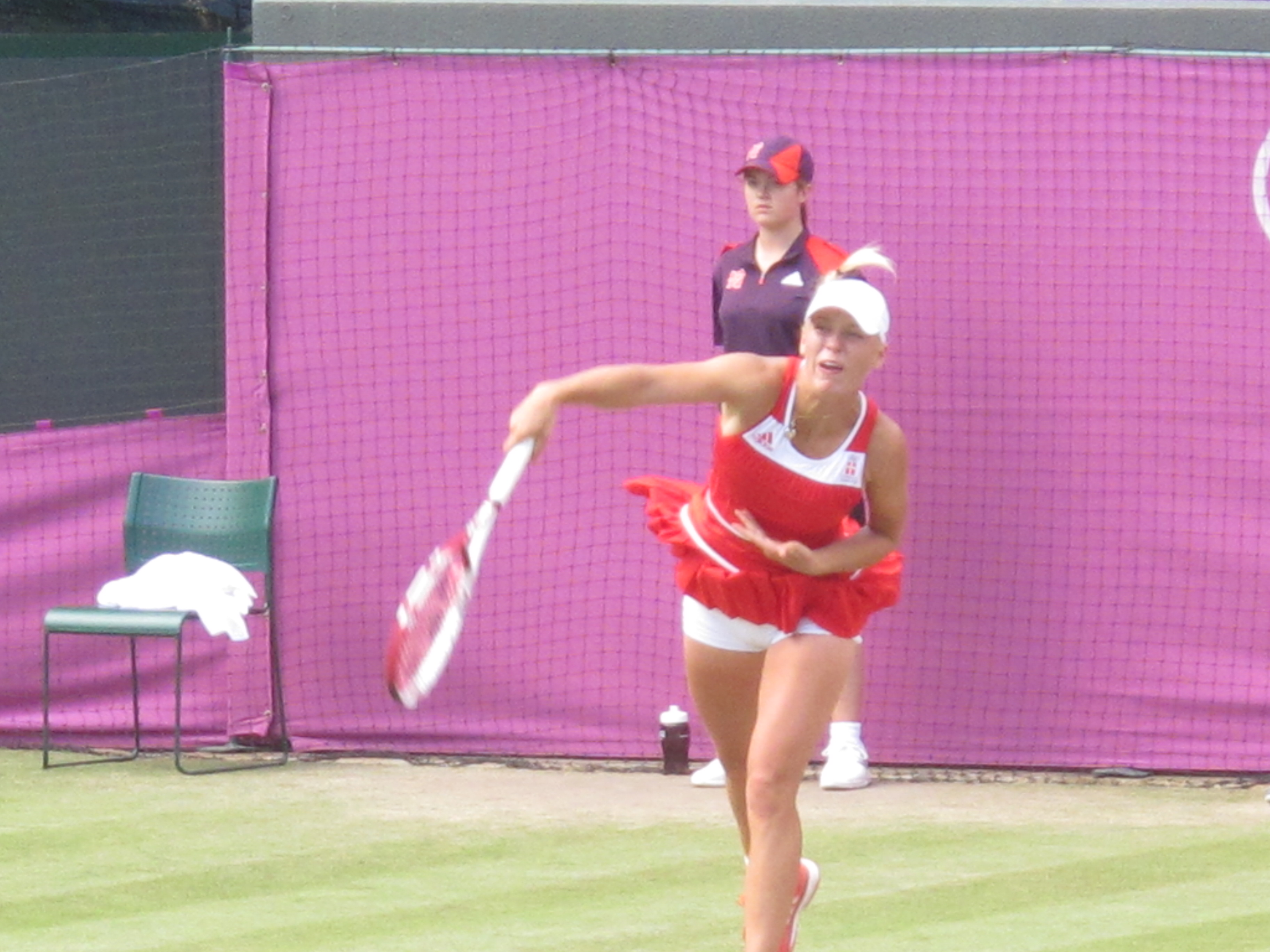
Caroline representando a su natal Dinamarca en los Juegos Olímpicos Londres 2012

Empezó su gira norteamericana en la Rogers Cup en Montreal, Canadá. Recibió un pase directo a segunda ronda donde derrotó a la holandesa Kiki Bertens 7-5, 6-1. En tercera ronda venció a la estadounidense Varvara Lepchenko 4-6, 6-3, 6-4. En cuartos de final venció a la canadiense Aleksandra Wozniak. En semifinales perdió frente a la checa Petra Kvitova por 6-3, 2-6, 3-6.
Luego jugó el Western & Southern Open en Cincinnati, Estados Unidos. En segunda ronda derrotó a la kazaja Sesil Karatantcheva por 6-0, 6-1. Sin embargo es vencida en la ronda siguiente por la rusa Anastasiya Pavliuchenkova por 6-4, 6-4.
Su siguiente torneo fue el New Haven Open at Yale en New Haven, Estados Unidos. En primera ronda derrotó a Yekaterina Makarova por 6-3, 6-3. En segunda ronda venció a la sueca Sofia Arvidsson 7-6(4), 6-2. En cuartos de final hizo lo propio con la eslovaca Dominika Cibulkova 6-2, 6-1. En semifinales perdió ante la rusa Maria Kirilenko 7-5 y retiro debido a una lesión de rodilla adquirida en su partido anterior.

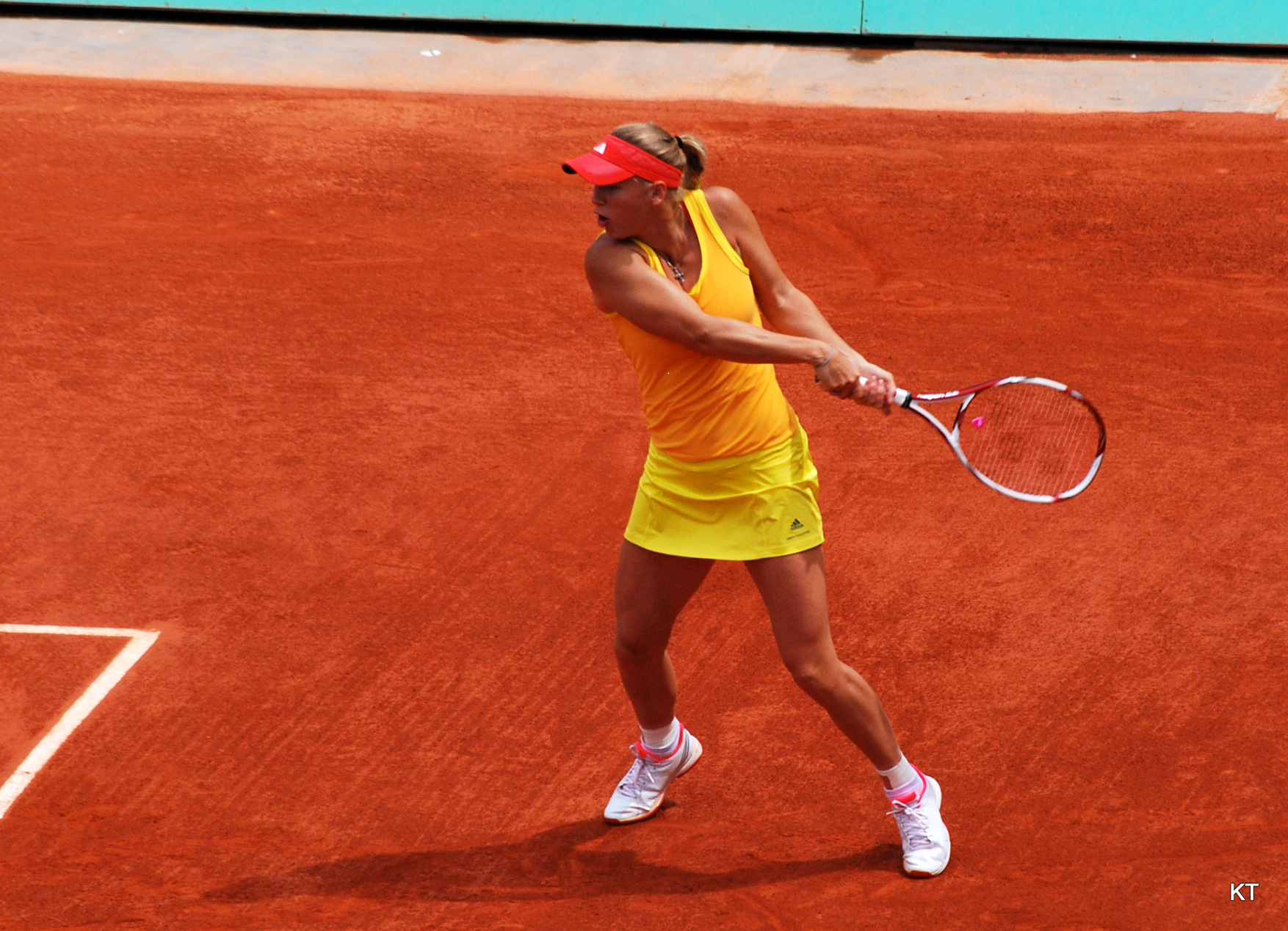
Caroline durante Roland Garros

Terminó su gira en Norteamérica en el Abierto de Estados Unidos. En primera ronda enfrentó a la rumana Irina-Camelia Begu y quedó derrotada 6-2 6-2. De esta manera la danesa salía del Top 10 del ranking femenino por primera vez desde mayo de 2009.
Empezó su gira asiática participando en el KDB Korea Open en Seúl, Corea del Sur. En primera ronda venció a la holandesa Arantxa Rus 6-1, 6-2. En segunda ronda hizo lo propio ante la francesa Caroline Garcia 6-2, 6-3. En cuartos de final derrotó a la checa Klara Zakopalova 6-2, 6-3. En la semifinal eliminó a la rusa Yekaterina Makarova 6-1, 5-7, 6-4. En la final derrotó a la estonia Kaia Kanepi 6-1, 6-0 y de esta manera obtuvo el décimo noveno título de su carrera y el primero en casi 13 meses desde su triunfo en New Haven.
Luego disputó el Toray Pan Pacific Open en Tokio, Japón. En primera ronda enfrentó a la serbia Bojana Jovanovski, a cual venció por 6-0, 3-6, 6-4. En segunda ronda derrotó a la eslovaca Daniela Hantuchová 7-6(3), 6-1. En tercera ronda le ganó a la china Li Na 4-6, 6-3, 6-4. En cuartos de final cayó derrotada frente a la polaca Agnieszka Radwanska 4-6, 3-6.
Culminó su gira por Asia en el China Open. En primera ronda enfrentó a la sudafricana Chanelle Scheepers, a quien derrotó por 7-5, 6-7(6), 6-2. En segunda ronda enfrentó a la taiwanesa Hsieh Su-wei, a quien venció por 6-7(5), 7-6(3), 6-0. En tercera ronda cae derrotada ante la alemana Angelique Kerber 1-6, 6-2, 4-6.
Luego participó en la Kremlin Cup en Moscú, Rusia. Recibió un pase directo a segunda ronda, donde venció a la polaca Urszula Radwanska 6-1, 6-3. En cuartos de final derrotó a la entonces campeona defensora Dominika Cibulkova 6-2, 6-7(1), 6-1. En semifinales hizo lo propio con la sueca Sofia Arvidsson, ganándole por 6-3, 6-7(4), 6-4. En la final derrotó a la australiana Samantha Stosur 6-3, 4-6, 7-5, obteniendo su segundo título de la temporada y el vigésimo de su carrera.
Su último torneo de la temporada fue el Qatar Airways Tournament of Champions que disputó en Sofía, Bulgaria. En la fase de grupos fue colocada junto a Roberta Vinci, Hsieh Su-wei y Daniela Hantuchova en el grupo "Serdika". En su primer partido derrotó a la taiwanesa Hsieh Su-wei 6-2, 6-2. Su siguiente partido hizo lo propio ante la italiana Roberta Vinci por 6-3, 6-1. Ante Daniela Hantuchova perdió su primer set en el torneo aunque la venció por 3-6, 7-6(4), 6-4; y de esta manera clasificando invicta a la semifinal del torneo. En esta instancia se derrotó a la búlgara Tsvetana Pironkova 6-4, 6-1. En la final cayó frente a la rusa Nadia Petrova por 2-6, 1-6.

### 2013
Después de participar en una serie de exhibiciones como pretemporada, Caroline acudió por primera vez a disputar el Brisbane International en Brisbane, Australia por primera vez en su carrera, sin embargo perdió en primera ronda ante la kazaja Ksenia Pervak por 6-2, 3-6, 6-7(1).
Participó en el Apia International en Sídney, Australia. En primera ronda venció a la polaca Urszula Radwanska 6-1, 6-2. sin embargo pierde en la siguiente ronda ante la rusa Svetlana Kuznetsova 6-7(4), 6-1, 2-6.
Su gira en Oceanía culminó en el Abierto de Australia en Melbourne, Australia. En primera ronda derrotó a la alemana Sabine Lisicki 2-6, 6-3, 6-3; de esta manera ganando su primer partido de Grand Slam desde Roland Garros en la temporada pasada. En segunda ronda eliminó a la croata Donna Vekic por 6-1, 6-4. En tercera ronda enfrentará a la ucraniana Lesia Tsurenko, a la que derrota por 6-4 y 6-3. En octavos de final cae derrotada ante la rusa Svetlana Kuznetsova en 3 mangas, 6-2 2-6 7-5.
Disputó el Qatar Total Open, en Doha, Catar. En primera ronda derrotó a la bosnia Mervana Jugić-Salkić 6-1, 6-2. En segunda ronda hizo lo propio ante la rumana Sorana Cirstea por 7-6(7), 6-0. En tercera ronda venció a la alemana Mona Barthel 7-6(6), 6-3. En cuartos de final perdió frente a la polaca Agnieszka Radwanska 3-6, 5-7.
En el Dubai Duty Free Tennis Championship en Dubái, Emiratos Árabes Unidos. En primera ronda derrotó a la checa Lucie Safarova 6-2, 6-2. En segunda ronda derrotó a la china Zheng Jie 6-0, 6-1. En cuartos de final acabó con la francesa Marion Bartoli 4-6, 6-1, 6-4. En la semifinal perdió frente a la checa Petra Kvitová 3-6, 4-6.
Finalmente terminó su minigira en Asia en el BMW Malaysian Open en Kuala Lumpur, Malasia. A pesar de ser la primera cabeza de serie, la danesa perdió en primera ronda ante una jugadora que provenía de la fase de clasificación, la china Wang Qiang por 6-2, 6-7(1), 1-6.
Su siguiente torneo fue el BNP Paribas Open en Indian Wells, Estados Unidos. Debutó directamente en segunda ronda derrotando a la francesa Alizé Cornet 6-4, 3-6, 6-3. En tercera ronda derrotó a la rusa Yelena Vesnina 6-2, 6-1; en cuarta ronda hizo lo propio ante Nadia Petrova por un 7-6(3), 6-3. Pasó directamente a semifinales después que la bielorrusa Victoria Azarenka se retirara del torneo. En esta instancia enfrentó a la alemana Angelique Kerber 2-6, 6-4, 7-5. En la final perdió ante la rusa María Sharápova 2-6, 2-6.
Posteriormente participó en el Sony Open en Miami, Estados Unidos. Recibió un pase a segunda ronda donde derrotó a la checa Karolína Pliskova 5-7, 6-3, 6-3. En tercera ronda perdió frente a la española Garbiñe Muguruza.
Inició su temporada en arcilla aceptando una invitación para participar en la Family Circle Cup en Charleston, Estados Unidos en donde cayó derrotada en cuartos de final ante la suiza Stefanie Vögele 6-3, 4-6, 3-6
Posteriormente tuvo derrotas en primera ronda tanto en Stuttgart, Madrid y Roma.
En el Roland Garros llegó hasta segunda ronda perdiendo con la serbia Bojana Jovanovski, terminando su temporada de tierra batida con una pobre actuación.
Inició la temporada de hierba en el AEGON International, en Eastbourne, Reino Unido; en el que llegó hasta la semifinal donde fue derrotada por la estadounidense Jamie Hampton. En Wimbledon tuvo una pobre actuación cayendo en segunda ronda ante la checa Petra Cetkovská por 2-6 2-6.
Posteriormente se dirigió a Norteamérica para disputar la Rogers Cup en donde perdió en segunda ronda ante la rumana Sorana Cirstea.

## Equipamiento actual
Caroline juega con la raqueta Babolat PLAY AeroPro Drive. 
En cuanto a su vestimenta tiene un contrato con Adidas. De hecho fue llamada por esta compañía para que sea la imagen global de la línea de ropa de tenis diseñada por Stella McCartney para Adidas en 2009.
El 20 de diciembre de 2010 Caroline firma un contrato por tres años para ser la vocera de la aerolínea turca Turkish Airlines.

## Títulos de Grand Slam

### Individual

#### Títulos (1)
| Año  | Campeonato           | Oponente en la Final | Resultado        |
| 2018 | Abierto de Australia | Simona Halep         | 7-6(2), 3-6, 6-4 |

#### Finales (2)
| Ano  | Campeonato        | Oponente en la Final | Resultado |
| 2009 | Abierto de EE.UU. | Kim Clijsters        | 5-7, 3-6  |
| 2014 | Abierto de EE.UU. | Serena Williams      | 3-6, 3-6  |

## Títulos de Grand Slam Júnior

### Individual

#### Títulos (1)
| Año  | Campeonato | Oponentee en la Final | Resultado     |
| 2006 | Wimbledon  | Magdaléna Rybáriková  | 3-6, 6-1, 6-3 |

#### Finales (1)
| Año  | Campeonato           | Oponente en la Final      | Resultado     |
| 2006 | Abierto de Australia | Anastasiya Pavliuchenkova | 6-1, 2-6, 3-6 |

### Dobles

#### Finales (1)
| Año  | Torneo        | Pareja              | Oponentes en la final                    | Resultado        |
| 2006 | Roland Garros | Agnieszka Radwańska | Sharon Fichman Anastasiya Pavliuchenkova | 7-6(4), 2-6, 1-6 |

## WTA Tour Championships/Finals

### Individual

#### Victorias (1)
| Año  | Lugar    | Oponente en la final | Resultado |
| 2017 | Singapur | Venus Williams       | 6-4, 6-4  |

#### Finalista (1)
| Año  | Lugar | Oponente en la final | Resultado     |
| 2010 | Doha  | Kim Clijsters        | 3-6, 7-5, 3-6 |

## Títulos WTA (32; 30+2)

### Individual (30)
| Leyenda                              |
| Grand Slam (1)                       |
| Juegos Olímpicos (0)                 |
| WTA Tour Championships/Finals (1)    |
| WTA Elite Trophy (0)                 |
| Tier I, P. Mandatory & Premier 5 (6) |
| Tier II, Premier (11)                |
| Tier III & IV, International (11)    |

| Títulos por superficie |
| Dura (24)              |
| Hierba (2)             |
| Tierra batida (4)      |

| N.º | Fecha                    | Torneo               | Superficie    | Oponente en final         | Resultado        |
| 1.  | 3 de agosto de 2008      | Estocolmo            | Dura          | Vera Dushevina            | 6-0, 6-2         |
| 2.  | 23 de agosto de 2008     | New Haven            | Dura          | Anna Chakvetadze          | 3-6, 6-4, 6-1    |
| 3.  | 5 de octubre de 2008     | Tokio                | Dura          | Kaia Kanepi               | 6-2, 3-6, 6-1    |
| 4.  | 12 de abril de 2009      | Ponte Vedra Beach    | Tierra batida | Aleksandra Wozniak        | 6-1, 6-2         |
| 5.  | 20 de junio de 2009      | Eastbourne           | Hierba        | Virginie Razzano          | 7-6(5), 7-5      |
| 6.  | 29 de agosto de 2009     | New Haven            | Dura          | Yelena Vesnina            | 6-2, 6-4         |
| 7.  | 11 de abril de 2010      | Ponte Vedra Beach    | Tierra batida | Olga Govortsova           | 6-2, 7-5         |
| 8.  | 8 de agosto de 2010      | Copenhague           | Dura (i)      | Klára Zakopalová          | 6-2, 7-6(5)      |
| 9.  | 23 de agosto de 2010     | Montreal             | Dura          | Vera Zvonareva            | 6-3, 6-2         |
| 10. | 28 de agosto de 2010     | New Haven            | Dura          | Nadia Petrova             | 6-3, 3-6, 6-3    |
| 11. | 2 de octubre de 2010     | Tokio (Pacífico)     | Dura          | Yelena Dementieva         | 1-6, 6-2, 6-3    |
| 12. | 11 de octubre de 2010    | Pekín                | Dura          | Vera Zvonareva            | 6-3, 3-6, 6-3    |
| 13. | 20 de febrero de 2011    | Dubái                | Dura          | Svetlana Kuznetsova       | 6-1, 6-3         |
| 14. | 20 de marzo de 2011      | Indian Wells         | Dura          | Marion Bartoli            | 6-1, 2-6, 6-3    |
| 15. | 10 de abril de 2011      | Charleston           | Tierra batida | Yelena Vesnina            | 6-2, 6-3         |
| 16. | 21 de mayo de 2011       | Bruselas             | Tierra batida | Shuai Peng                | 2-6, 6-3, 6-3    |
| 17. | 12 de junio de 2011      | Copenhague           | Dura (i)      | Lucie Šafářová            | 6-1, 6-4         |
| 18. | 27 de agosto de 2011     | New Haven            | Dura          | Petra Cetkovská           | 6-4, 6-1         |
| 19. | 23 de septiembre de 2012 | Seúl                 | Dura          | Kaia Kanepi               | 6-1, 6-0         |
| 20. | 21 de octubre de 2012    | Moscú                | Dura (i)      | Samantha Stosur           | 6-2, 4-6, 7-5    |
| 21. | 20 de octubre de 2013    | Luxemburgo           | Dura (i)      | Annika Beck               | 6-2, 6-2         |
| 22. | 20 de julio de 2014      | Estambul             | Dura          | Roberta Vinci             | 6-1, 6-1         |
| 23. | 8 de marzo de 2015       | Kuala Lumpur         | Dura          | Alexandra Dulgheru        | 4-6, 6-2, 6-1    |
| 24. | 25 de septiembre de 2016 | Tokio (Pacífico)     | Dura          | Naomi Osaka               | 7-5, 6-3         |
| 25. | 16 de octubre de 2016    | Hong Kong            | Dura          | Kristina Mladenovic       | 6-1, 6-7(4), 6-2 |
| 26. | 24 de septiembre de 2017 | Tokio (Pacífico)     | Dura          | Anastasiya Pavliuchenkova | 6-0, 7-5         |
| 27. | 29 de octubre de 2017    | WTA Finals           | Dura (i)      | Venus Williams            | 6-4, 6-4         |
| 28. | 27 de enero de 2018      | Abierto de Australia | Dura          | Simona Halep              | 7-6(2), 3-6, 6-4 |
| 29. | 30 de junio de 2018      | Eastbourne           | Hierba        | Aryna Sabalenka           | 7-5, 7-6(5)      |
| 30. | 7 de octubre de 2018     | Pekín                | Dura          | Anastasija Sevastova      | 6-3, 6-3         |

#### Finalista (25)
| #   | Fecha                    | Torneo                  | Superficie        | Oponente en final   | Resultado        |
| --- | ------------------------ | ----------------------- | ----------------- | ------------------- | ---------------- |
| 1.  | 26 de octubre de 2008    | Luxemburgo              | Dura (i)          | Yelena Dementieva   | 6-2, 4-6, 6-7(4) |
| 2.  | 21 de febrero de 2009    | Memphis                 | Dura (i)          | Victoria Azarenka   | 1-6, 3-6         |
| 3.  | 19 de abril de 2009      | Charleston              | Tierra batida     | Sabine Lisicki      | 2-6, 4-6         |
| 4.  | 17 de mayo de 2009       | Madrid                  | Tierra batida     | Dinara Sáfina       | 2-6, 4-6         |
| 5.  | 11 de julio de 2009      | Bastad                  | Tierra batida     | María José Martínez | 5-7, 4-6         |
| 6.  | 13 de septiembre de 2009 | Abierto de EE.UU.       | Dura              | Kim Clijsters       | 5-7, 3-6         |
| 7.  | 21 de marzo de 2010      | Indian Wells            | Dura              | Jelena Janković     | 2-6, 4-6         |
| 8.  | 31 de octubre de 2010    | Tour Championships      | Dura              | Kim Clijsters       | 3-6, 7-5, 3-6    |
| 9.  | 26 de febrero de 2011    | Doha                    | Dura              | Vera Zvonareva      | 4-6, 4-6         |
| 10. | 24 de abril de 2011      | Stuttgart               | Tierra batida (i) | Julia Görges        | 6-7(3), 3-6      |
| 11. | 15 de abril de 2012      | Copenhague              | Dura (i)          | Angelique Kerber    | 4-6, 4-6         |
| 12. | 4 de noviembre de 2012   | Tournament of Champions | Dura (i)          | Nadia Petrova       | 2-6, 1-6         |
| 13. | 16 de marzo de 2013      | Indian Wells            | Dura              | María Sharápova     | 2-6, 2-6         |
| 14. | 7 de septiembre de 2014  | Abierto de EE.UU.       | Dura              | Serena Williams     | 3-6, 3-6         |
| 15. | 21 de septiembre de 2014 | Tokio (Pacífico)        | Dura              | Ana Ivanović        | 2-6, 6-7(2)      |
| 16. | 10 de enero de 2015      | Auckland                | Dura              | Venus Williams      | 6-2, 3-6, 3-6    |
| 17. | 26 de abril de 2015      | Stuttgart               | Tierra batida (i) | Angelique Kerber    | 6-3, 1-6, 5-7    |
| 18. | 18 de febrero de 2017    | Doha                    | Dura              | Karolína Plíšková   | 3-6, 4-6         |
| 19. | 25 de febrero de 2017    | Dubái                   | Dura              | Elina Svitólina     | 4-6, 2-6         |
| 20. | 1 de abril de 2017       | Miami                   | Dura              | Johanna Konta       | 4-6, 3-6         |
| 21. | 1 de julio de 2017       | Eastbourne              | Hierba            | Karolína Plíšková   | 4-6, 4-6         |
| 22. | 30 de julio de 2017      | Bastad                  | Tierra batida     | Kateřina Siniaková  | 3-6, 4-6         |
| 23. | 13 de agosto de 2017     | Toronto                 | Dura              | Elina Svitólina     | 4-6, 0-6         |
| 24. | 7 de enero de 2018       | Auckland                | Dura              | Julia Görges        | 4-6, 6-7(4)      |
| 25. | 7 de abril de 2019       | Charleston              | Tierra batida     | Madison Keys        | 6-7(5), 3-6      |

### Dobles (2)
| Leyenda                              |
| Grand Slam (0)                       |
| Juegos Olímpicos (0)                 |
| WTA Tour Championships/Finals (0)    |
| Tier I, P. Mandatory & Premier 5 (0) |
| Tier II, Premier (1)                 |
| Tier III & IV, International (1)     |

| Títulos por superficie |
| Dura (2)               |
| Hierba (0)             |
| Tierra batida (0)      |

| #  | Fecha                    | Torneo  | Superficie | Pareja            | Oponentes en final               | Resultado   |
| -- | ------------------------ | ------- | ---------- | ----------------- | -------------------------------- | ----------- |
| 1. | 28 de septiembre de 2008 | Pekín   | Dura       | Anabel Medina     | Xinyun Han Xu Yifan              | 6-1, 6-3    |
| 2. | 21 de enero de 2009      | Memphis | Dura (i)   | Victoria Azarenka | Yuliana Fedak Michaella Krajicek | 6-1, 7-6(2) |

#### Finalista (2)
| #  | Fecha               | Torneo   | Superficie | Pareja            | Oponentes en final            | Resultado   |
| -- | ------------------- | -------- | ---------- | ----------------- | ----------------------------- | ----------- |
| 1. | 3 de marzo de 2006  | Memphis  | Dura (i)   | Victoria Azarenka | Lisa Raymond Samantha Stosur  | 6-7(2), 3-6 |
| 2. | 12 de enero de 2020 | Auckland | Dura       | Serena Williams   | Asia Muhammad Taylor Townsend | 4-6, 4-6    |